# 台鐵TEMU2000型電聯車
TEMU2000型是一款屬於臺灣鐵路公司（原臺灣鐵路管理局，略稱臺鐵或臺鐵局）的交流電中長距離用傾斜式列車，繼TEMU1000型電聯車之後第二款傾斜式列車，也是臺鐵車隊中的新一代主力列車之一:120。由日本車輛製造所承造，引進的目的是為了解決東部幹線假日一位難求的問題及花東鐵路電氣化完工後的用車需求推行的第二批136輛城際型（傾斜式）交流電聯車採購計畫，2013年2月6日起以普悠瑪自強號之名開始營運。
TEMU2000型與TEMU1000型電聯車採購計畫不同之處為列車設計營運速率可提升至140公里/小時，而為了確保新購車輛安全及品質，引進車輛系統安全保證制度（英語：Reliability Availability Maintainability and System Safety，縮寫：RAMS）、第三人獨立公正公司辦理驗證與認證（英語：Independent Verification and Validation，縮寫：IV&V）以及完全符合美國防火協會規定條款（National Fire Protection Association，簡稱NFPA）。同時為提昇服務品質，增列了最新通用設計需求、旅客資訊及語音播報系統，以及提供即時資訊功能，並且增加模組化維修備品以便維修。

## 概要

### 引進簡史

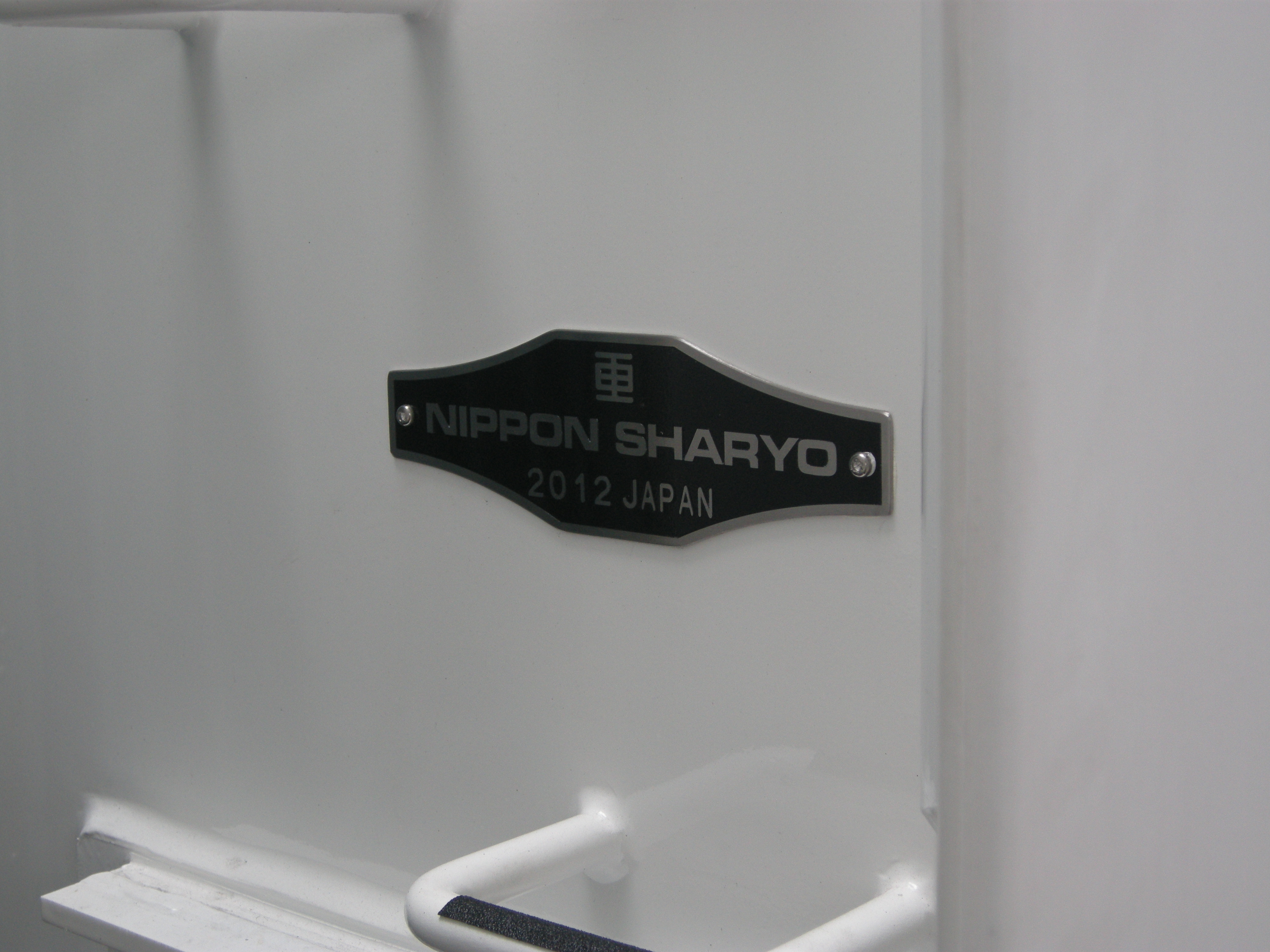
TEMU2000型車廂間的日本車輛製造銘板

在2006年時，日立製作所得標城際型傾斜式交流電聯車採購案，型號定為TEMU1000型，最初規劃共採購12列96輛電聯車，但台鐵高層後來基於某些保守考量因素，使得這個採購案改以兩批各6列48輛的方式來採購。在第一批48輛交車後，由於第二批48輛臺鐵與日方並無事先協議好價位，加上受到日幣匯率飆漲以及日立接下更大宗的鐵路車輛訂單影響，無法在臺鐵要求年限內完成合約的狀況下完成交車，合約瀕臨破局；雖然2009年初台鐵再度嘗試與日方談判，但並無太大的進展。台鐵只好宣告其餘48輛的採購合約終止，另案重新招標:120。
在招標過程不順利之下，多次重新修正採購規範及提高底標金額，並且將原本用來購置84輛傾斜式柴聯車的預算全數併入此案中，其後更在2010年中期將採購數量大幅增為136輛。於2010年10月再次開標時，日立並未參予投標，此次因投標廠商只有一家，不足《政府採購法》規定的三家而宣告流標:120
。
2010年11月再度開標時，日立與丸紅商事合作參與投標，而住友商事也與日本車輛合作加入競標行列；雖然後來仍因投標廠商不足三家而宣告流標，但兩家廠商進入長達一個月的資格標審查程序，後來在2010年12月31日公告開標結果：因日立無法依規範要求在年限內完成交車，宣佈由住友商事得標，在2011年1月6日與台鐵完成簽約後，日本車輛接手生產訂單；因這17列136輛傾斜式電聯車變更為日本車輛製造，為區別第一批6列48輛TEMU1000型傾斜式電聯車，因此另訂新型號為TEMU2000型:120。

### 車輛交付

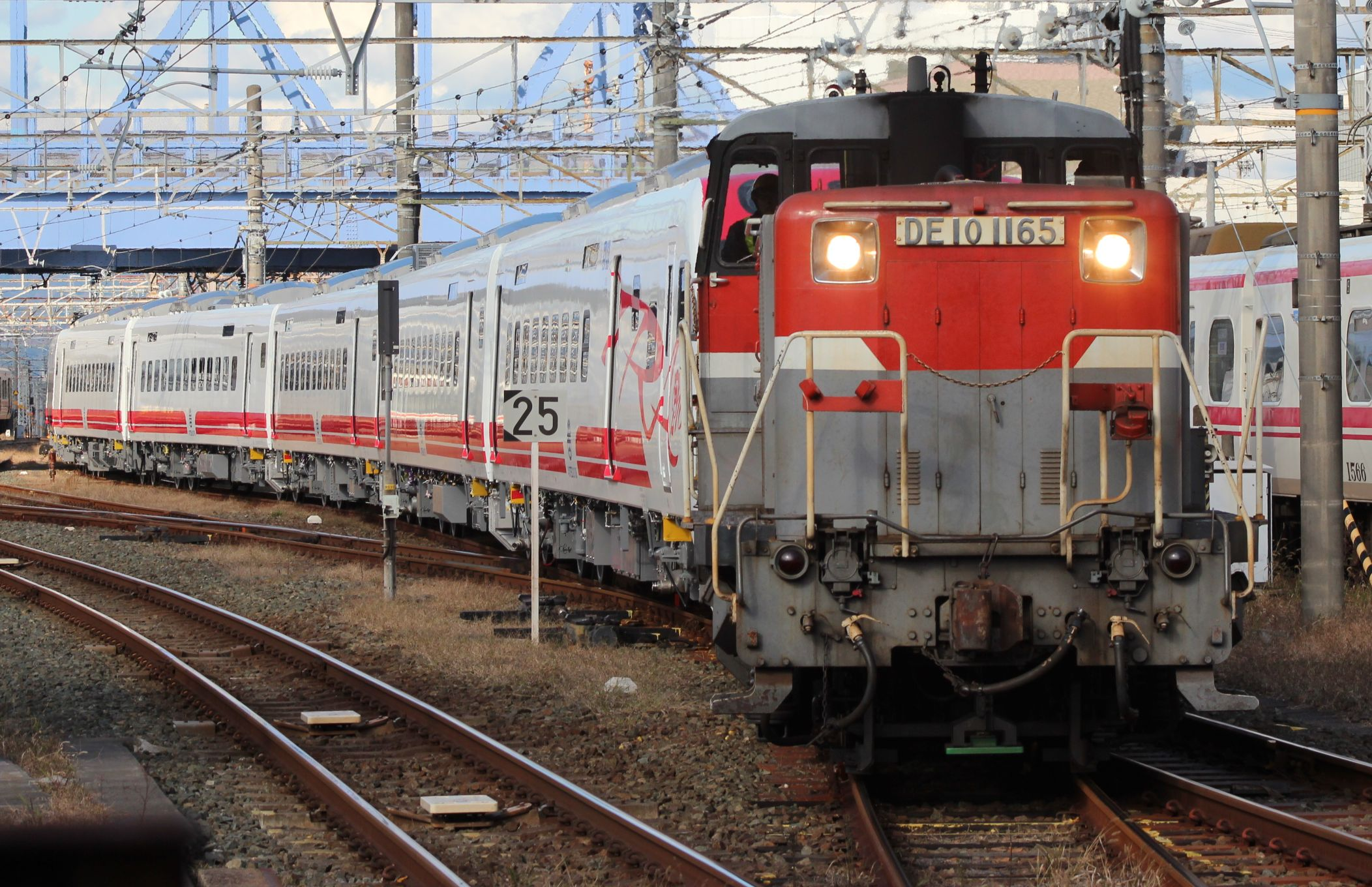
由DE10 1165牽引，前往名古屋港裝船的第19編組（2037+2038），2015年12月17日

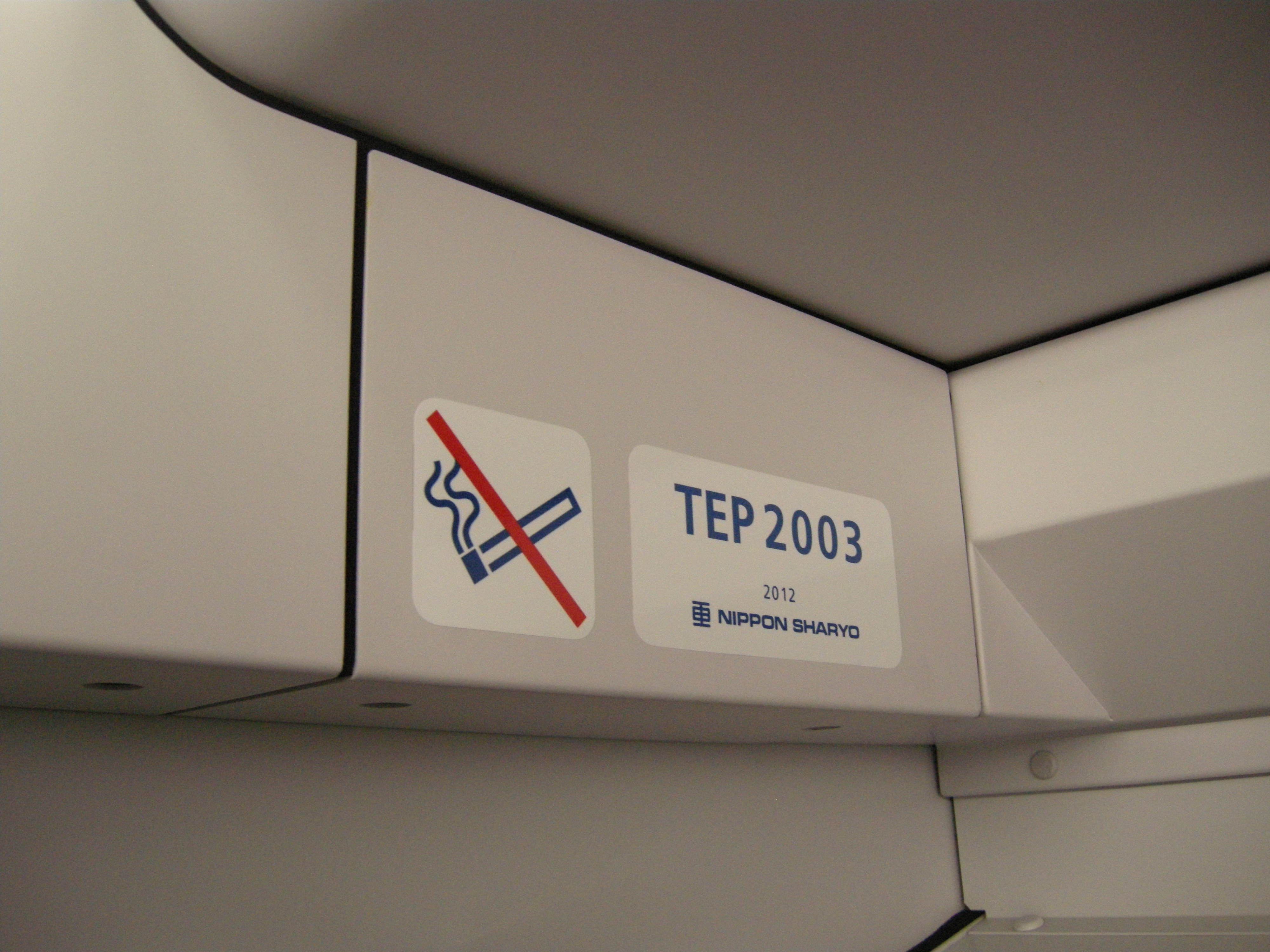
TEMU2000內部的禁止吸菸標籤與日本車輛製造標籤

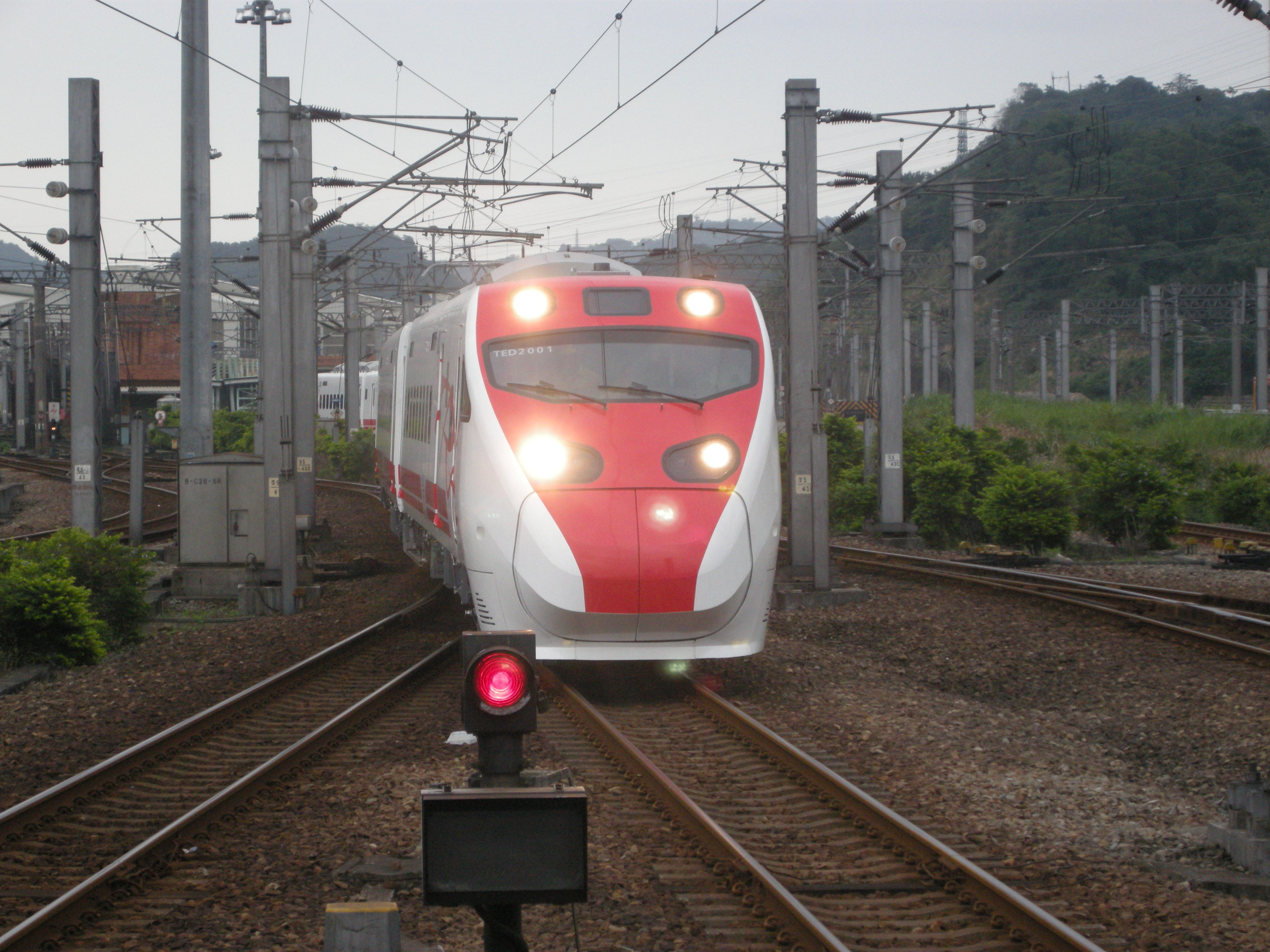
TEMU2000第一編組進行試運轉

TEMU2000型電聯車一共採購17列34組136輛，首批2列4組16輛於2012年10月開始交車，並於2013年農曆春節前投入營運:42；剩餘15列30組120輛則在2013年4月起分批陸續交車、測試及投入營運，全部17列34組136輛已於2013年12月30日全數交車完畢，2014年已經全部測試完畢正式投入營運。該型車以東部幹線為主要營運路線，少部份班次將會運行至西部幹線彰化為主要範圍，與現有的48輛太魯閣號共同提升東部幹線的發班密度及運量。雖改善東部幹線列車行車時間，但固定8輛車1列的編組未能徹底解決該區間假日一票難求的問題。
交車後東部幹線自強號主力轉為以TEMU1000型、TEMU2000型為主的傾斜式列車，原主力車種DR2800、DR2900、DR3000以及DR3100等柴聯車組，主要運行區間則縮短至屏東線以及南迴線等非電氣化區間:122。
首批2列4組16輛分別於2012年10月15、18日由日本車輛製造豐川製造所出廠，以甲種運送方式，經由飯田線、東海道本線、名鐵東港線、名鐵東築線、名鐵築港線運抵名古屋港大江碼頭裝船，由ISTORYA（IMO： 9543988，MMSI：548854000）裝運，於10月21日出名古屋港，接著在10月25日早上運抵基隆港:36－42。第一編組於當日吊掛下船及重新編組後，由柴電機車R123及R122以甲種運送從臨港線進入基隆；不過在經過基隆站月台北端時，因為月台外緣寬度過寬，導致第1、4節車廂下的牽引逆變器向外突出的機電保護罩被月台突出的部分卡住，動彈不得。後來派人用電鑽切掉6公分寬的月台外緣後，才得以繼續前進。不過也造成保護罩有三處數公分長的刮痕及脫漆情況。之後台鐵將列車在運至七堵機務段整備時，隨即進行補漆作業，並會全面檢視各車站月台外緣寬度是否有超出情形，以利後續試車作業。日本車輛將後續出廠的15列30組120輛將會把機電保護罩設計內縮，以避免造成類似事件重演。而第二編組則於2012年10月26日吊掛下船及重新編組，同樣由柴電機車R123及R122以甲種運送方式迴送，順利通過基隆站並迴送到七堵調車場暫時停放。TEMU2000型首批兩組列車在七堵機務段完成整備、檢查作業與通電測試後，已於同年11月5日開始在正線進行為期三個月的動態試車作業，並正式進駐台北機務段。第一編組於2013年1月17日的試運轉中，在泰安車站前後完成時速150公里的測試:57。隨後在2013年4月15日至2013年12月19日為止，後續TEMU2000型陸續製造完畢後，皆利用此相同模式由日本運往台灣。全部車輛共分成九批陸續進行船運、抵台後之相關靜態、動態運轉測試，及最後的上線營運。
受到東部幹線的運量提升以及日圓貶值的影響之下使得購買TEMU2000型的預算有結餘款，台鐵在2014年12月決定增購TEMU2000型以及TEMU1000各2列共32輛，並研擬利用TEMU2000型以及TEMU1000型開行西部幹線直達車的可行性，並紓緩一票難求的問題。增購的兩列TEMU2000型已於2015年12月24日交車，現時TEMU2000型總計為19列38組152輛。
TEMU2000型日本車輛原始設計圖裝與現行JR東日本特急E353系「梓（Azusa）」號相近，惟台鐵將其改為現行紅色為主的塗裝，遭批評為台鐵美學。

### 列車命名
台鐵針對TEMU2000型列車比照前代台鐵TEMU1000型電聯車的作法，同樣對外公開進行命名活動:121。
活動分為兩階段來進行，第一階段於2012年5月24日到6月5日舉辦全國徵名活動，總共募集了2214個名稱。之後由評審委員會選出山海、馬蘭、晨曦、豐年、蘭嶼、鐵花、太麻里、曙光、寶桑、普悠瑪、都蘭、加路蘭、知本、旭日、東之星、東之鄉、東方、東海岸、南島、紅葉等二十個名稱進入第二階段。第二階段則採民眾網路票選及專家評選，比重各占50%，網路票選時間為2012年7月5日到20日，最後「普悠瑪號」在投票截止當日以8778票超越之前得票數始終領先的「太麻里號」7827票，獲得勝選。2012年7月26日，經過專家評選後，公布TEMU2000型列車命名為普悠瑪號，即卑南語象徵「團結」、「集中」之意:12。

### 營運歷史

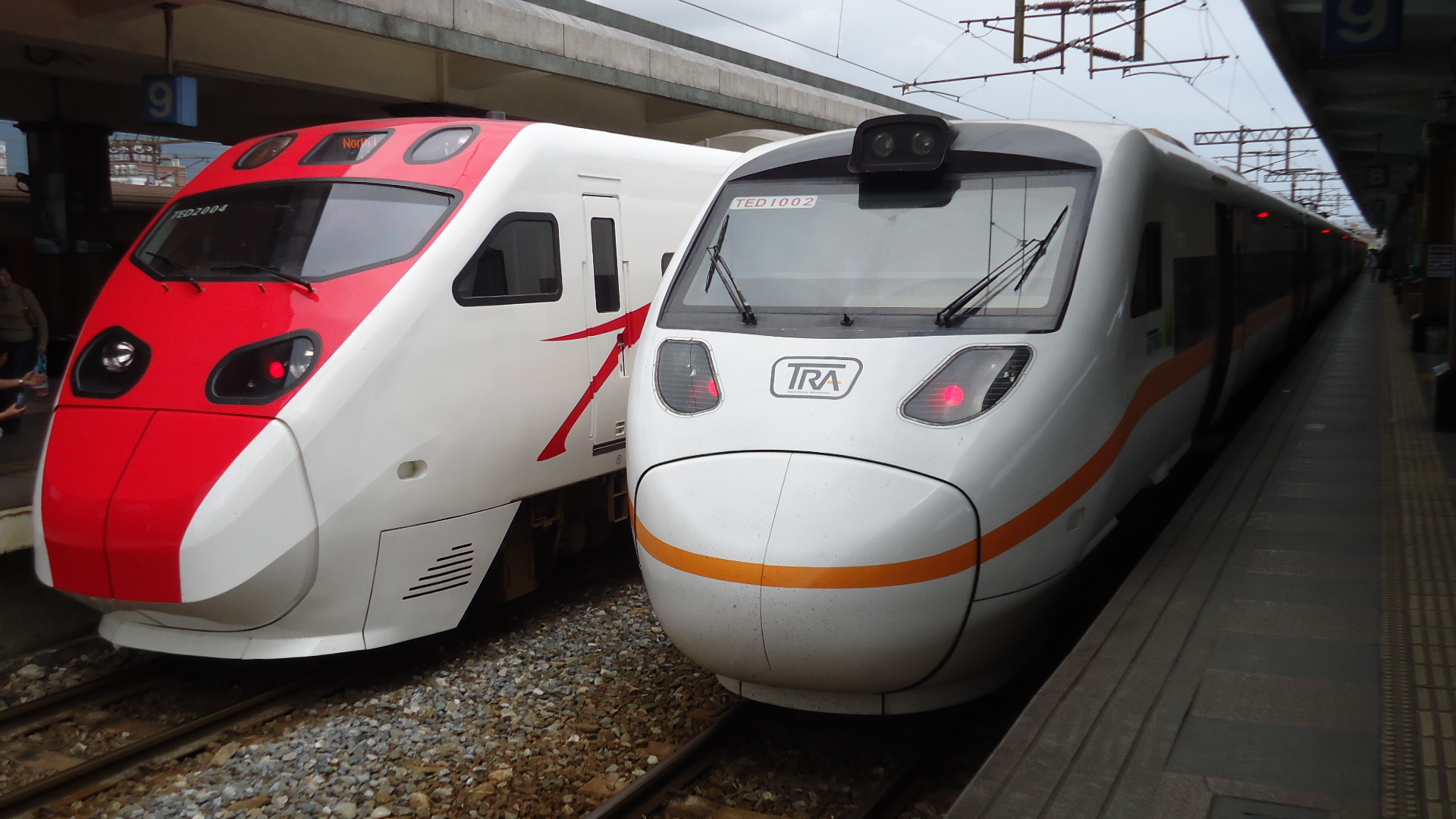
TEMU2000（左）和TEMU1000（右）

TEMU2000型首批2列16輛列車在完成四個多月的動態試車作業後，於2013年2月4日先開放媒體試乘，2月5日其中的第二編組取得第三方公正認證單位發出的營運許可，2月6日以「新自強號」名稱，首度以加班車模式載客運行樹林至花蓮區間，而後續2013年農曆春節期間TEMU2000型皆以加班車模式營運，共開行56班次，農曆春節期間過後則改開行每周週五至週一行駛的202、211、226、223、248、255次加班自強號，2013年3月1起日復駛原本因臺鐵埔心平交道事故而停駛的假日加班太魯閣號班次，改由普悠瑪列車行駛，於2013年5月1日起樹林花蓮間的226次與223次改為每日行駛，而第一編組於4月中旬亦取得由第三方公正認證單位發出的營運許可，並於4月26日正式載客運行。配合首批2列16輛列車皆可上線營運，自5月1日起，226、223次改為每日常態開行的正班車，為TEMU2000型首度以正班車模式營運。
第2批2列16輛列車，於4月26日同時抵台後，進行3個多月的有關靜態及動態運轉測試後，已分別於7月12日及21日正式載客運行，並同時配合暑假期間旅運需求，自7月19日起加開每日開行的5264次、5265次、5266次，週一至週四行駛的5267次，週五至日行駛的5262次、5263次、5268次、241次、5269次的加班自強號。
2013年9月25日進行年度列車時刻微調，配合TEMU2000型第3、4批合計3列24輛車陸續投入營運，大幅增開樹林至花蓮區間的正班及加班直達、半直達自強號，平日至少開行12班次，假日最多開行22班次，也使得傾斜式列車的發車密度從現行每40到50分發一班，縮短至每30到40分發一班:1。
2014年2月10日時刻調整，配合TEMU2000型第6批合計11列88輛車投入營運，將原本僅周末加班的6個車次追加為每日行駛，4個車次追加行駛日期，並增開春節期間就有出現的3個班次為周末加班車，加上將原本由TEMU1000型行駛的238、243次變更為TEMU2000型行駛，TEMU2000型行駛車次擴大為平日雙向行駛20列次，假日雙向行駛24或26列次。
為了配合TEMU1000型列車6年大檢修運用縮減，從2014年4月29日起TEMU2000型替駛206、271、282、247車次4班車，為TEMU2000型首度行駛至樹林以南載客的記錄，擴大服務區間至彰化。
2014年6月28日配合臺東站舉行「花東鐵路電氣化通車典禮」，由第14編組擔任的5999次媒體與官員試乘專列，於上午10點13分由台東準點開出，於下午1點43分準點抵達台北，創下台東到台北3小時30分的記錄，也是本款車首度在台東線載客的記錄。同年7月1日至15日，台鐵以試營運模式開行樹林往返台東直達及半直達普悠瑪自強號各2列次，計4列次（7月5日及12日周六再加開多站停靠模式普悠瑪2列次），正式開放一般民眾搭乘。直到同月16日台鐵進行時刻調整，TEMU2000型正式營運於台東線，令往返樹林與台東的班次平日與假日大幅增加。此外，往返彰化或樹林與花蓮之間的普悠瑪自強號的班次，平日雙向一共行駛32列次，假日雙向一共行駛46列次。
2015年3月24日起，配合台東－知本間電氣化啟用，402、417、426、441車次改從知本到開，是本款車開始在南迴鐵路載客的記錄。
隨著新進的兩列TEMU2000型上路，台鐵於2016年4月21日改點時，開行松山－潮州直達普悠瑪號111次和136次，後於當年度10月20日的大改點中，再度新增逢週五至週日行駛的南港－潮州133次，及逢週六至週一行駛的潮州－南港110次，同時將111次、136次起訖站延伸至南港。但由於花蓮與台東地區民意代表強烈反彈，時任花蓮縣立法委員蕭美琴於立法院質詢時要求新購列車優先投入東部，因此臺鐵曾於運用表上特別標註「111次、136次、133次、110次不得使用車號TED2035+2036、TED2037+2038」，此禁令直到2016年12月才正式解除。2017年4月改點時，133次（今127次）、110次改為每日行駛。
2020年12月20日於台東車站舉行南迴鐵路電氣化完工典禮，開行新左營到台東往返的普悠瑪號專車，載運貴賓參加典禮，此為TEMU2000型首次於南迴線上載客行駛。
於2020年12月23日起，配合南迴鐵路電氣化完工進行大改點，開行每日行駛的逆行303/127/327次，順行110/422/326次等經南迴線載客營運的普悠瑪號，由高雄往返東部地區的時間可大幅縮短。

## 外觀及車體設計

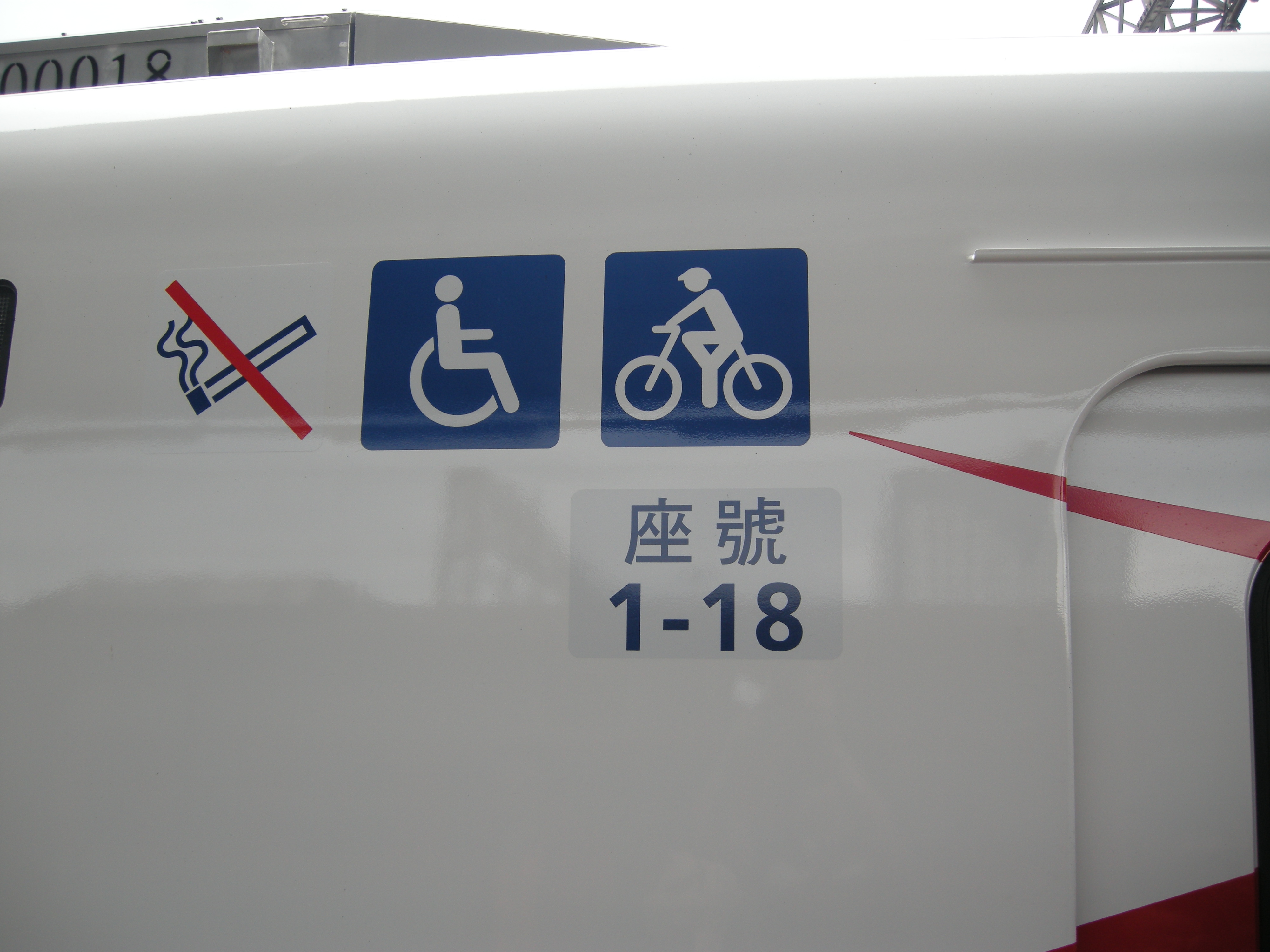
第1、8車的無障礙與自行車專用車廂標示

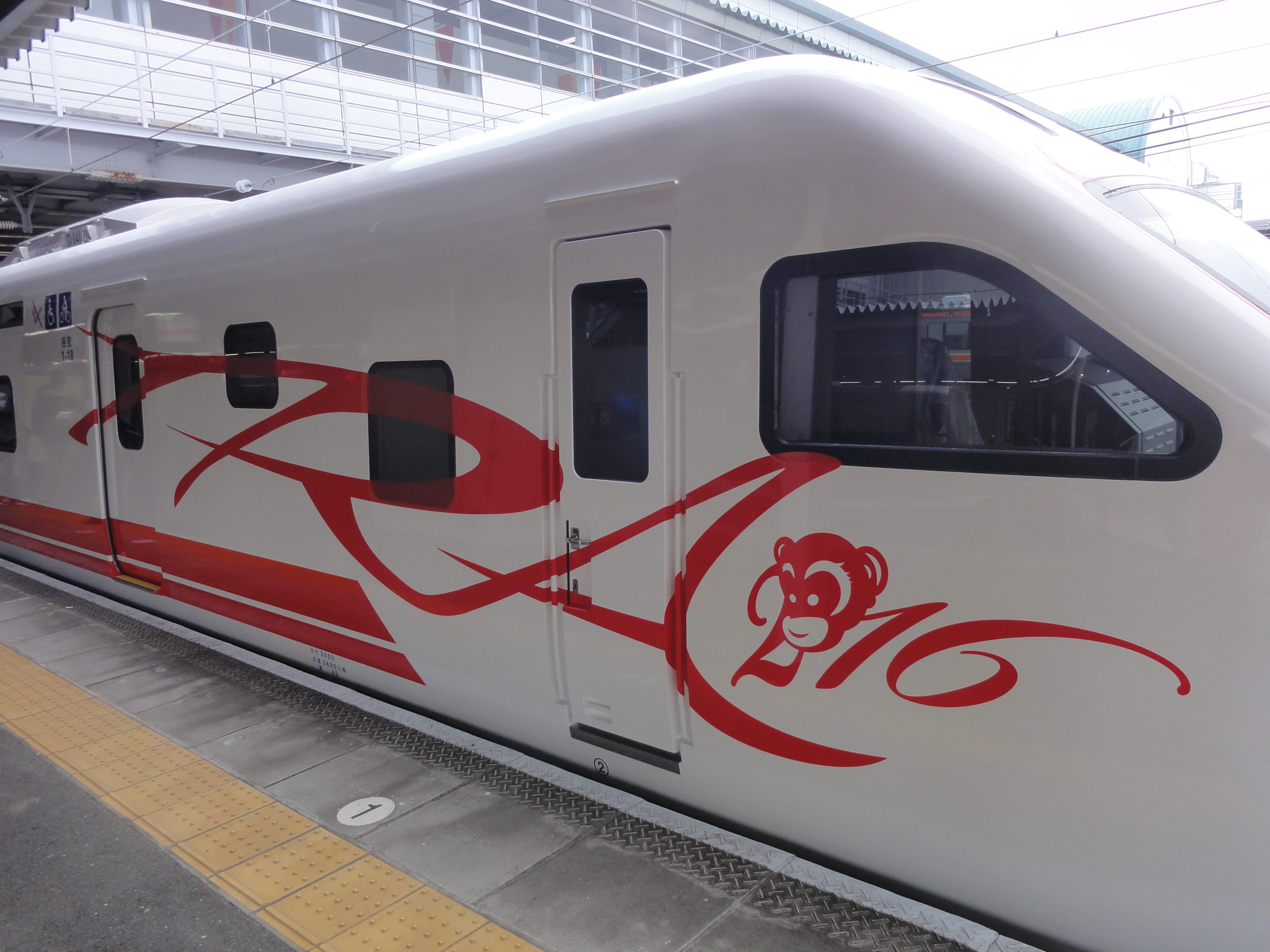
2016年引進的列車採用猴塗裝

TEMU2000型的駕駛座

TEMU2000型的車體與現有的TEMU1000列車均是採用鋁合金車體，使用摩擦攪拌銲接（Friction stir welding）方式將鋁合金製造成雙皮層構造，鋁合金的加工由日輕新潟進行製造。在車體外觀上繼承TEMU1000型的部分設計，而車頭形狀較TEMU1000型較為方正，車頭結構同樣採用玻璃纖維製造的連結器遮罩，只有在列車調度時才會開啟。另外，汲取平交道事故的教訓，列車車頭採用強化的車身結構，並且透過駕駛台前方增加緩衝結構，使車頭能夠在撞擊時吸收部份的衝擊力，保護駕駛員遇到平交道事故時的安全，另外，避免列車撞擊時車廂與車廂之間互相擠壓以及旅客從車廂縫隙掉落，TEMU2000型在車廂的連結器兩端新增列車防爬器以及防止掉落的防墜擋板:50。
TEMU2000型首次在列車兩側加裝駕駛員專用門，使得駕駛員與列車長方便進出，不需要從旅客車門進出車廂，但駕駛室後方同樣與TEMU1000型相同安裝了駕駛室門，萬一駕駛室兩側車門不能開啟時，駕駛員也能經駕駛室門離開駕駛室:49。
而車燈的設計上與TEMU1000型不相同，車頭端面頭燈改設於風檔上方兩側，並於兩頭燈間新增終點顯示器（Destination Sign，簡稱DD），此外，TEMU2000型延續TEMU1000型所使用的三色發光二極體顯示幕，以避免乘客搭錯車。車窗則維持TEMU1000型的小型車窗設計，車門的設計捨棄過去在TEMU1000型以及推拉式自強號採用的滑塞式自動門，改採用與高鐵列車相近的嵌入式滑軌自動門，因為列車傾斜角度比起TEMU1000型小，因此取消上下車門腳踏板收納裝置，此外，廁所以及育嬰室設置在車廂末端的緣故，因此車門的位置與TEMU1000型不相同:49。
車身塗裝亦改以紅色系設計，並且以白色作為底色，在車窗下方塗上兩條紅色線，並在車身左右兩側塗上以中西合璧草書體、呈飛躍狀態的台鐵的英文縮寫「TRA」字樣:49。此外，第18批和第19批編組車頭旁有2016「猴」字神秘塗裝。
TEMU2000型的列車的連接器與TEMU1000型相同採用半固定式連接器以及AAR-H型密著式列車連結器，不同的地方在於列車車廂之間不會調動的緣故車廂之間的連結皆採用半固定式連接器，而在車頭部分的連接採用AAR-H型連結器，為了能夠在特殊情況進行調度而附有半固定式連接器轉密著式列車連結器之間的轉接頭:43－47。
為了在高速行駛下降低大量面積接觸所造成的風阻，TEMU2000型的列車的空調系統捨棄其他型列車所使用的傳統梯形空調，並且首次採用外觀為圓弧形設計之空調機:50。

## 機電系統

### 集電弓及高壓設備
TEMU2000型的集電弓採用工進精工所製造的單臂式集電弓，設置在TEP2000型無動力電源車上:45，藉此引入25,000V高壓電經真空斷路器（VCB）進入主變壓器降壓，降壓後之電力分為兩組，一組送進牽引整流/變流器供牽引動力，另一組電力則送進靜式變流器，以供應空調、照明及輔助用電使用。本型車由於採用空氣彈簧傾斜技術的緣故，因此不同於TEMU1000型將集電弓設置在轉向架承懸上方並藉由支撐架來支撐的設計，因此集電弓直接設置在車頂上方，此外，集電弓的弓型方向與TEMU1000型傾斜式電聯車相反，TEMU2000型並首度設有集電弓保護機制，一旦感應器偵測到集電弓有外物損傷，便會自動降弓及斷電，以保護高架電車線路與列車機電設備的安全。

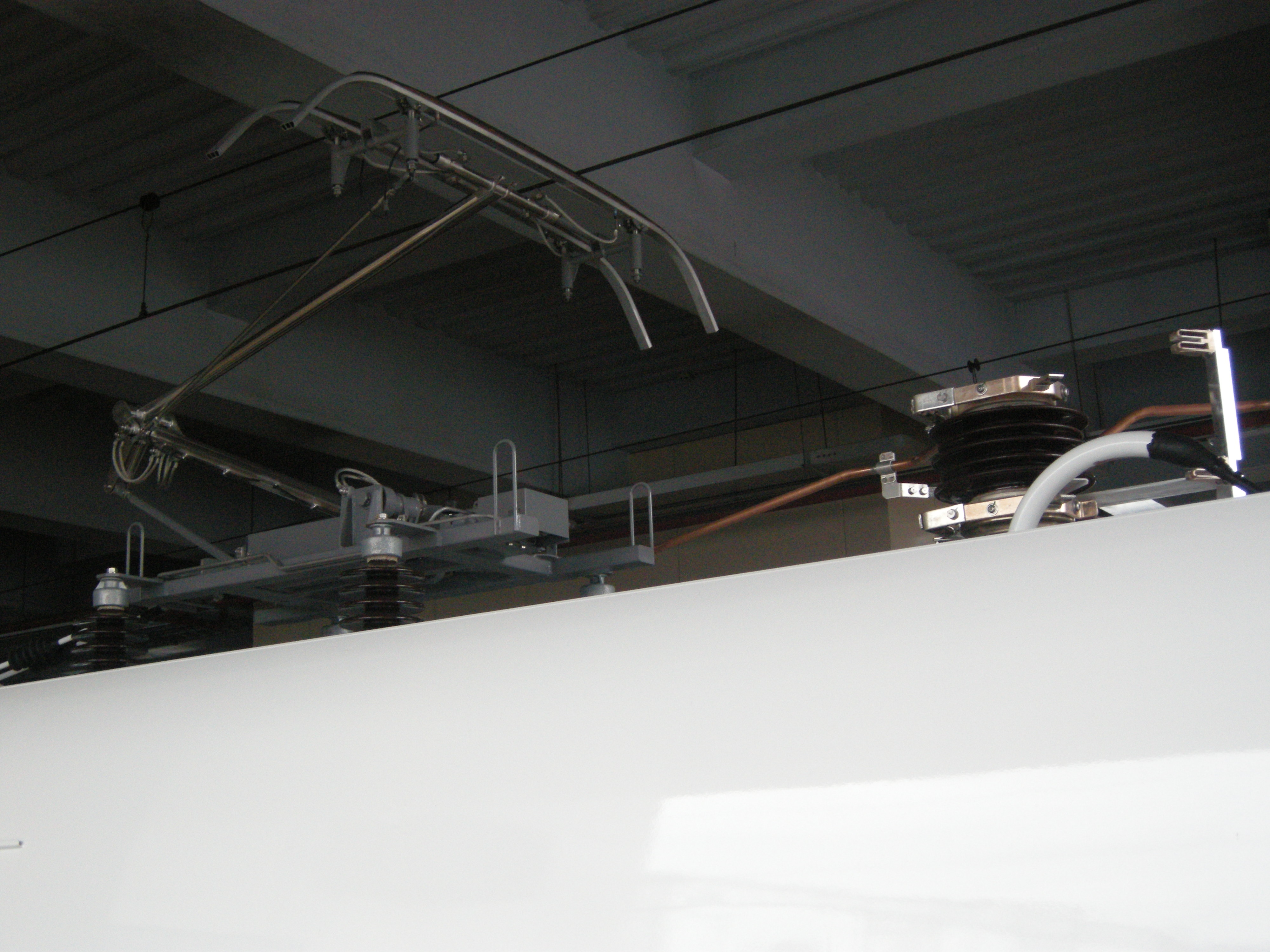
TEMU2000型的單臂型集電弓

### 牽引馬達及控制裝置
TEMU2000型的機電系統採用日本東芝所製造之產品，其中主控制裝置（即牽引逆變器；簡稱C/I）採用絕緣柵雙極電晶體變頻器（IGBT-VVVF）控制元件之脈衝寬度調變方式（PWM），為了提升列車的速度，使用以往更高效率的製品。主電動機採用SEA-431型鼠籠式三相非同步電動機，單組的連續靜態輸出功率為220kW，每輛動力車均安裝四台牽引電動機，即每單組可提供880kW（≈1,179.5hp）動力，而列車的總輸出功率為3,520kW（≈4,718hp）動力。性能方面，在平地上的極速為時速150km/h，在行駛在斜率20‰上坡的路段時亦有時速115km/h的極速。驅動方式則採用TD平行萬向接頭傳動方式，齒輪比為5.60（84/15）:44，平時營運速度最高可達130km/h。TEMU2000型與EMU800型引進時間接近的緣故，因此機電設備與EMU800型共同，不過兩者阻力有所差異:78－82。
此外，TEMU2000型安裝了列車控制及管理系統（Train Control & Monitor System，簡稱TCMS），本型車的傾斜裝置也由TCMS控制，駕駛及檢修人員均可經TCMS系統螢幕（DDU） 查閱車輛各系統的運作狀態；此外當列車其中一個組件故障時會自動切換到備援系統，並提供應急故障排除流程，使得列車能夠繼續行駛；並會將故障及運作情形加以記錄以方便檢修人員進行後續的檢修及保養工作，

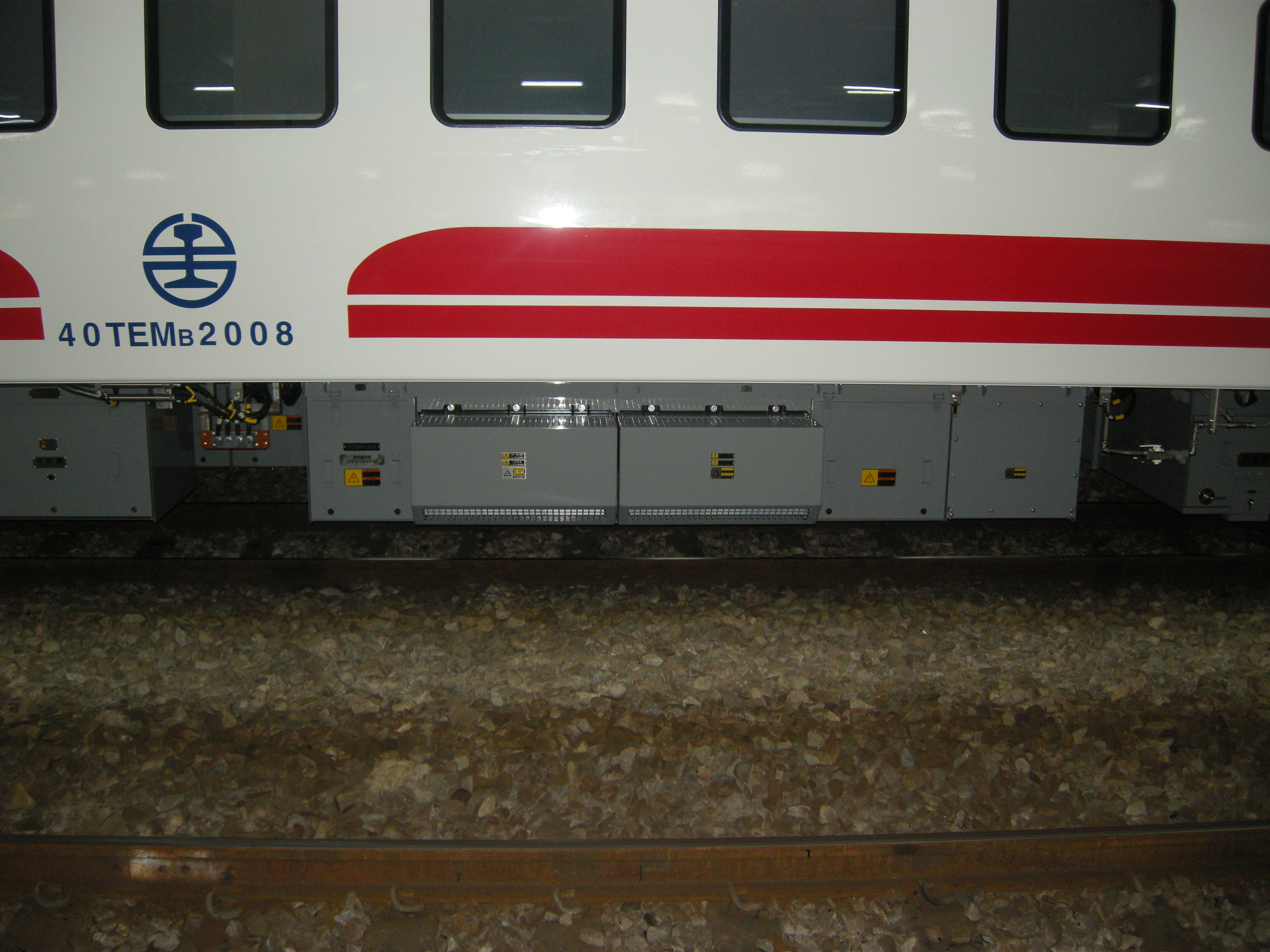
TEMU2000型的靜態式變流器

### 列車傾斜系統
TEMU2000型列車的傾斜裝置為提升車內乘坐舒適度及降低設備檢修成本考量，捨棄TEMU1000型電聯車所設置的傾斜角約5到6度的滾珠汽缸式傾斜裝置，改採近年來較為風行，並已成為當代日系車輛主流技術，也用於新幹線N700系電聯車等車輛的「空氣彈簧簡易型車體傾斜裝置」。列車的主要傾斜系統由高度調整器與水平閥（Height Changer、Level valve；簡稱，HCLV）、傾斜控制器（Tilting Controller；簡稱，TC）、主控制器（Master Controller；簡稱，MC）以及空氣增壓系統（Booster Operation System；簡稱，BOS）這四種組件所組成，並藉由TCMS來控制列車的傾斜系統，由於傾角僅1到2度，連帶也使電力車（TEP）的集電弓設計可單純化，可直接固定在車頂，不須再加裝集電弓傾斜裝置及穿過車體固定於轉向架上，進而壓縮該車廂內的客室空間；但所省下的空間因設置育嬰室，故座位數仍與TEMU1000型的TEP1000型同為48位:121。
日本車輛的「空氣彈簧傾斜」技術，原理是利用空氣供應系統來控制空氣彈簧的抽排氣使車廂產生高低差以達到傾斜效果，傾斜的區域為列車的中心點，並藉由水平閥來調整傾斜的弧度:46。此外，當列車失去電源時TCMS會啟動備援系統控制備用水平閥以維持傾斜系統的運作，與滾珠汽缸式傾斜裝置不同的是，沒有機械式傾斜裝置以及滾輪裝置，因此轉向架構造簡單容易維護，其過彎速度在行經曲率半徑600公尺時亦可加25公里速度過彎；傾斜的弧度較小讓乘客不會有暈眩感:46，但實際上，因為一次懸吊未裝設減震器，軌面上之垂直震動易直接傳遞到車上，加上傾斜機制運作時，空氣彈簧排氣所產生之橫向加速度，使此型車車廂之高頻震盪及晃動頗多，影響旅客乘坐舒適度:53。台鐵為了抑制行車時列車所產生的高頻震動，造成易使旅客感到暈眩或不適的問題，台鐵與日本車輛製造討論過後，決定在第一編組的轉向架框與第一層懸吊之間，加裝垂直式油壓減震桿，以減緩來自軌面上傳遞之垂直震動，造成車廂晃動之情形，改善旅客乘車不適的狀況。
2015年底，增購的2列TEMU2000型列車，除具有與第一編組相同設計之垂直式油壓減震桿外，更首度參考新幹線E2系、500系列車的設計，配置了半主動懸吊系統（Semi-Active Suspension），並且在列車車底設置半主動式震動控制器（Semi Active Vibration Controller），此控制器在列車傾斜機制作動時，會利用電磁閥來偵側車輛橫向加速度的大小，並同時控制橫向油壓減震器，施予相同的反作用力來抵消橫向加速度。增購組在增加垂直式油壓減震桿與半主動式震動控制器後，早期編組運行時常見的高頻震動與晃動問題已明顯改善，令旅客搭乘時的舒適度也提升不少。
此外本型車設計上因考量到空氣彈簧傾斜裝置運作時需消耗大量的壓縮空氣，因此於TEP車增設一台空氣壓縮機（一列車共設有4台空氣壓縮機），以達到可快速補充供應壓縮空氣之目的。

### 轉向架
TEMU2000型的轉向架，第一層懸吊為橡膠軸彈簧，第二層懸吊為帶有傾斜功能的空氣彈簧，在馬達車（生產編號均以TEM開頭）採用ND-742M型轉向架，無動力車（生產編號均以「TED、TEP」開頭）採用ND-742T型轉向架，兩者均為軸梁式無枕梁轉向架。由於列車所需長時間高速行駛的緣故，因此TEMU2000型所有車廂均安裝了車廂減擺器，避免轉向架帶動車體擺動，使得乘客感到身體不適。此外，所有列車均安裝了停留軔機裝置，因此在長期停泊時不需再使用止動楔來固定列車。:45

### 軔機系統
TEMU2000型軔機系統採用日本納博特斯克（Nabtesco）製造的HRA形高反應類比電氣指令式氣軔，TEM車配備燒結式（粉末冶金）踏面閘瓦，TED及TEP車設置碟式軔機碟盤及煞車來令片，可提供列車較強的制軔能力，並具備踏面清掃功能。且制軔時亦無異味（合成閘瓦會在緊軔時因摩擦產生高溫散發化學氣體）。另外，TEMU2000型也與前代TEMU1000型相同設有電力回生電軔，並具備電軔優先功能，司機員透過司軔閥對列車進行制軔時，會先行啟動電軔，如遇所需軔力大於電軔力時，將由軔機電子延遲控制裝置（BECU）計算各車廂所需氣軔力，再輔以閘瓦氣軔使列車持續減速至停止，以降低踏面軔機對車輪之磨耗，亦可達到節能之目的。由於燒結合金乃以金屬為主體之材質，因此低速緊軔時會產生尖銳的摩擦音（與同時期引進的EMU800型亦同），因此控制系統設計至可使電軔可作用至2km/hr以下，在電軔力足夠之情況下將盡可能減少使用氣軔摩擦減速，如遇電軔力不足時也會優先使用ED及EP車的碟式軔機減速，以減少使用EM車燒結式閘瓦制軔，可有效減少閘瓦緊軔噪音。至於空氣壓縮機則同樣採用在TEMU1000型表現良好的日本納博特斯克（Nabtesco；）所製造的RWS20G型低噪音渦卷式壓縮機:45。

### 保安裝置
TEMU2000型的鐵路安全裝置採用自2006年開始啟用的龐巴迪運輸製的列車自動保護系統（ATP），相當於歐洲鐵路交通管理系統等級一規範。
製造商日本車輛在發生2018年宜蘭普悠瑪列車出軌事故後承認輸出給台灣的普悠瑪列車設計有疏失，並未按照設計圖對遠端監視系統施工，當列車自動防護系統（ATP）被關閉後，系統不能按照原訂設計將被關閉時的信息自動傳送到調度員所在的行車控制中心，事發後續已做系統改善措施。

## 客室設備

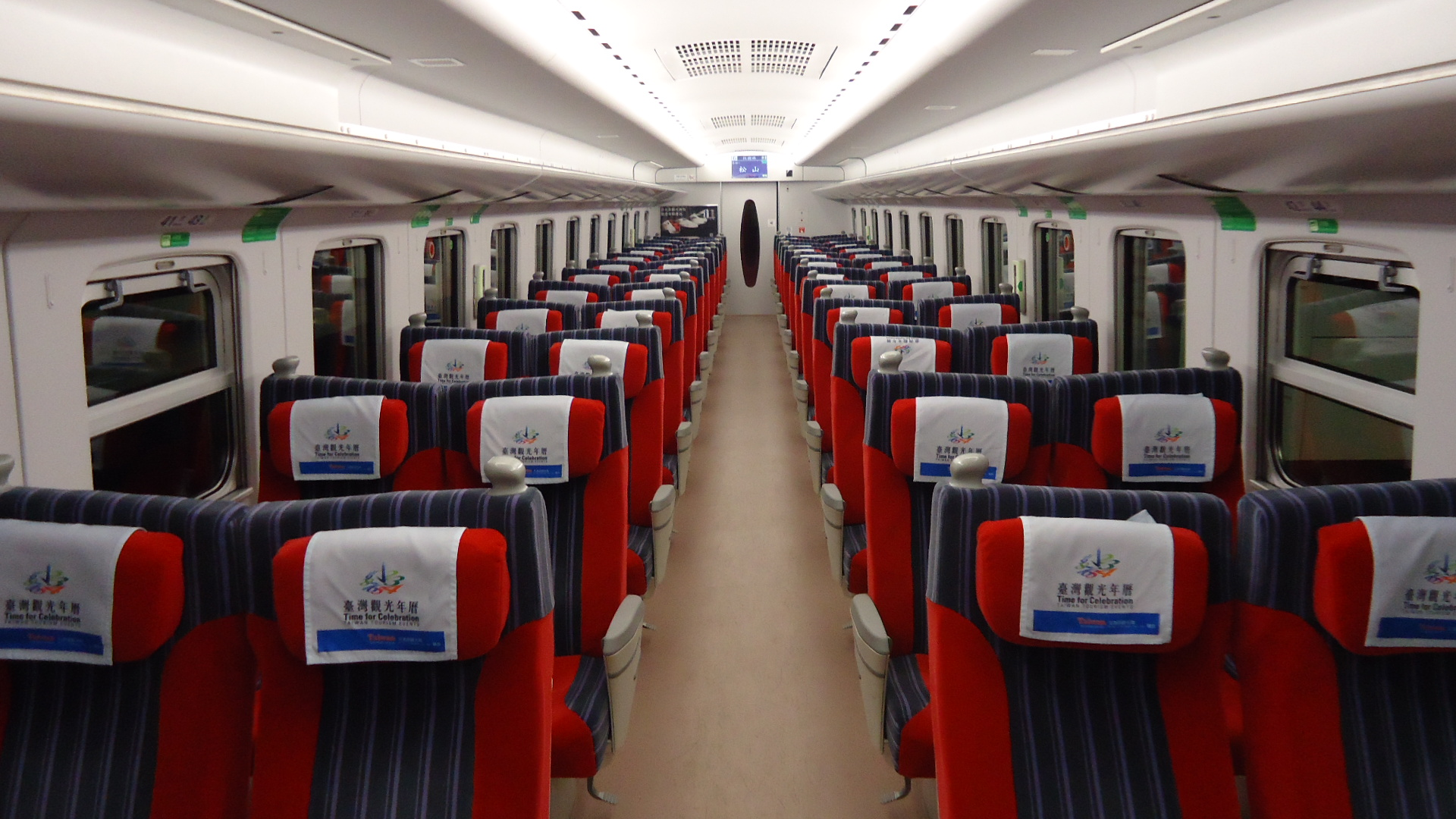
TEMU2000型一般座椅的車廂布局

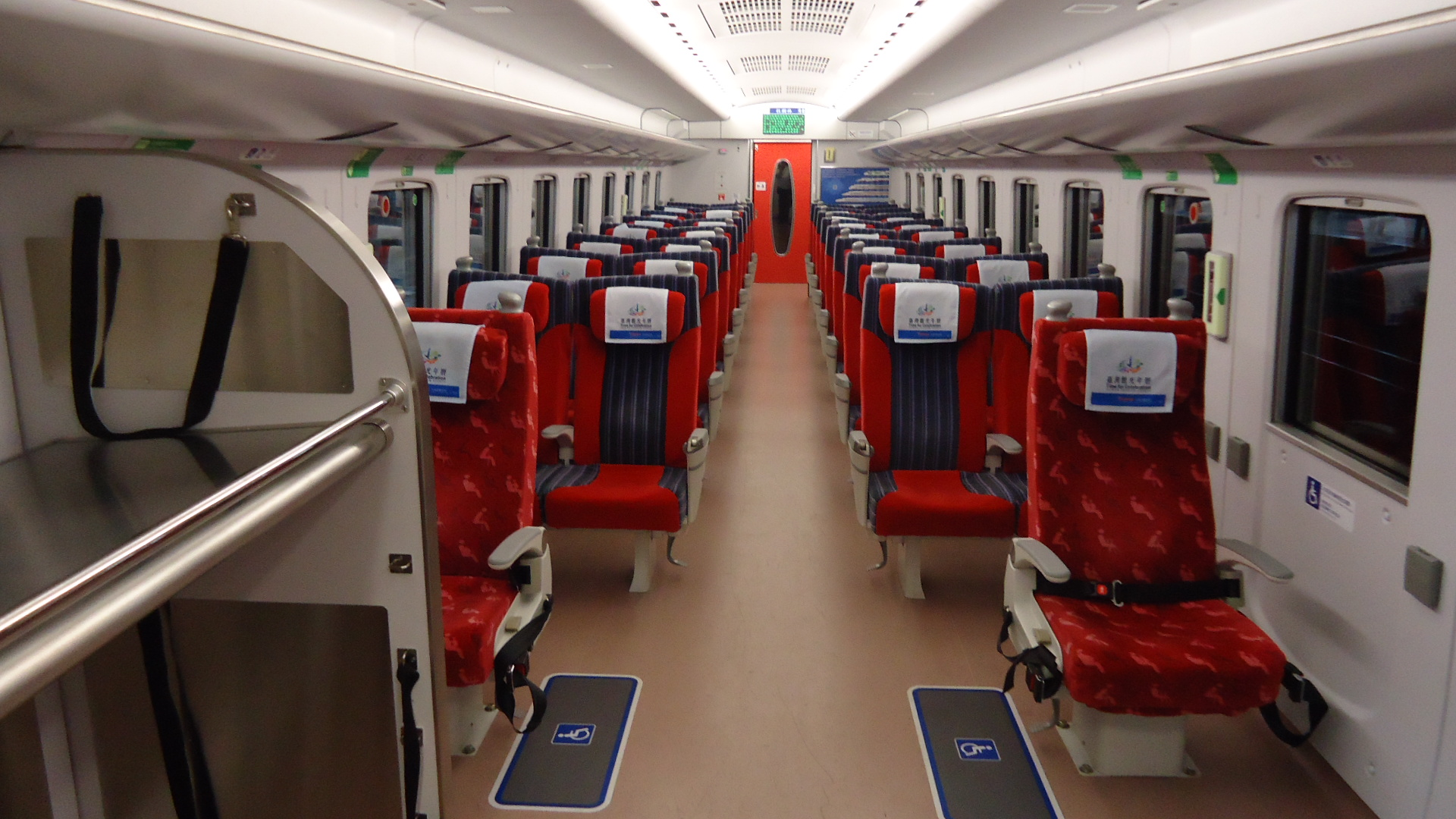
TEMU2000型身障車廂內部

### 車內設施及設計
在內裝設計部分，TEMU2000型改良原本的TEMU1000型的設計，無段式遮陽窗簾、閱讀燈與隱藏式掛勾的設計沿用之外，列車客室的裝潢採白色系為主，並採用FRP無壓條之設計，地板採用粉紅色地板，客室通道門端面牆則採用灰色壁紙，客室採用間接照明設計:50－51。
車內設備部分，第1、8車的車長與車勤員室改設於駕駛室後方，另在1、8車客室內設置有身心障礙旅客專用座位2位及輪椅停放區，而每列車計可停放2台固定式輪椅及4台折疊式輪椅，無障礙廁所則首度採用圓弧型大空間設計的多功能身心障礙專用廁所，廁所採坐式馬桶設計，並於廁所、座位上等旅運設施設置盲人點字碼，以服務視障旅客:50－51:121。
另外，每節車廂增設可放置摺疊式自行車或大件行李的上下分層大型行李放置架，並且於3、6車設置有育嬰室。而緊急用對講機是延續自TEMU1000型的標準設計，主要是為了能夠在緊急狀況能夠聯絡列車長，並且獲得協助之用途。另外於車廂的行動電話接聽處設置兩組插座可提供給行動電話充電使用:51。
而列車的通道門與貫通門皆改用紅色系，玻璃部分亦改採弧狀菱形設計，其中第1、8車靠駕駛端之通道門為了可讓輪椅順利通過，因此加大的通道門更首度採用雙扇門；而為了維持車廂內的溫度，採用觸碰式開關以及紅外線感應併用的自動門:50―53。
此外TEMU2000型更首度在第3、6車設置飲料自動販賣機，此為台鐵車輛首度裝用此設備，以方便長途旅客所需:51；不過於2015年底增購的2列TEMU2000型列車，因自動販賣機的製造商已停產該產品，且後續維修料件取得困難。故第3、6車取消設置自動販賣機，並暫以凱德板暫時封閉其預留空間。

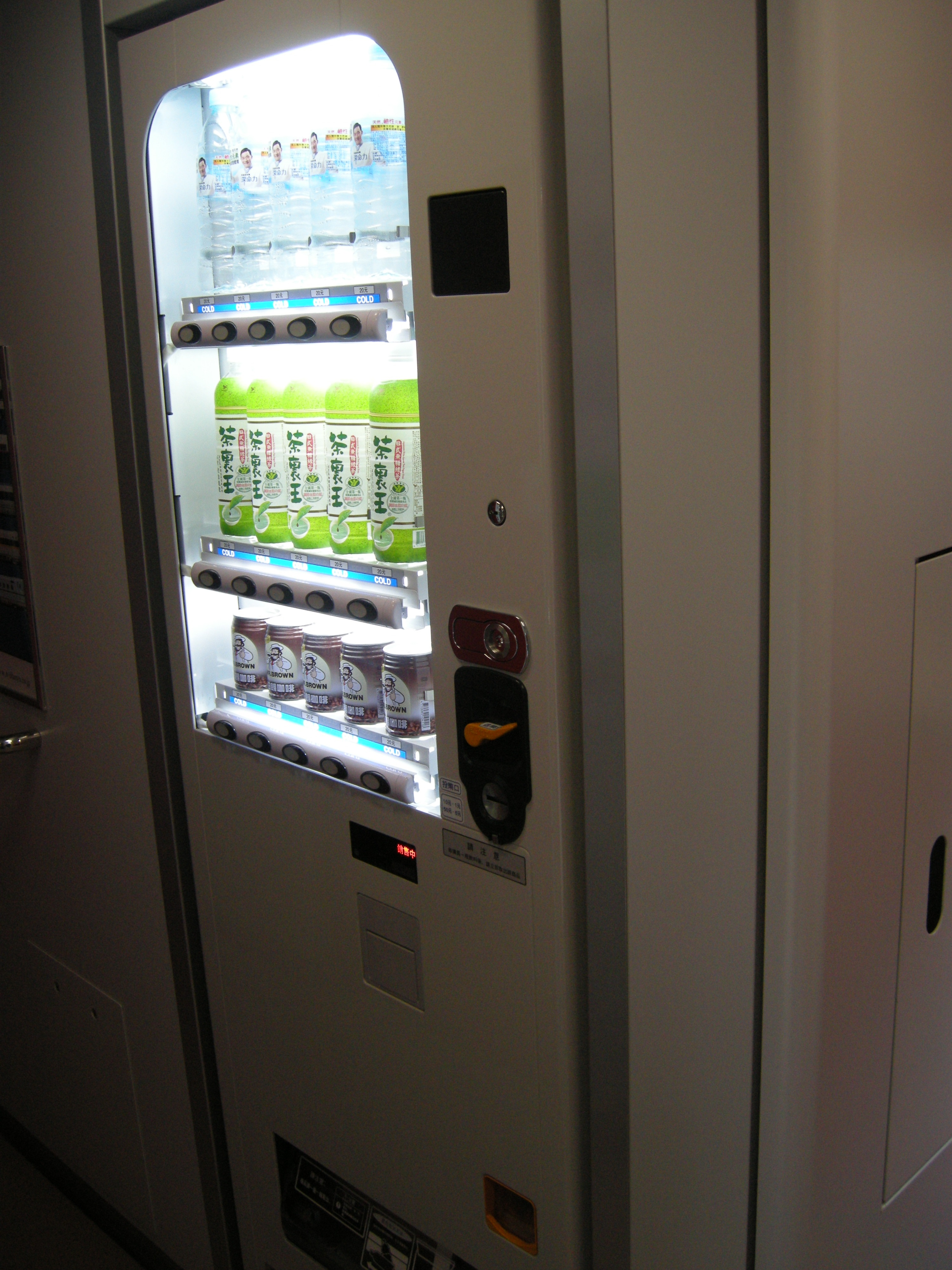
自動販賣機
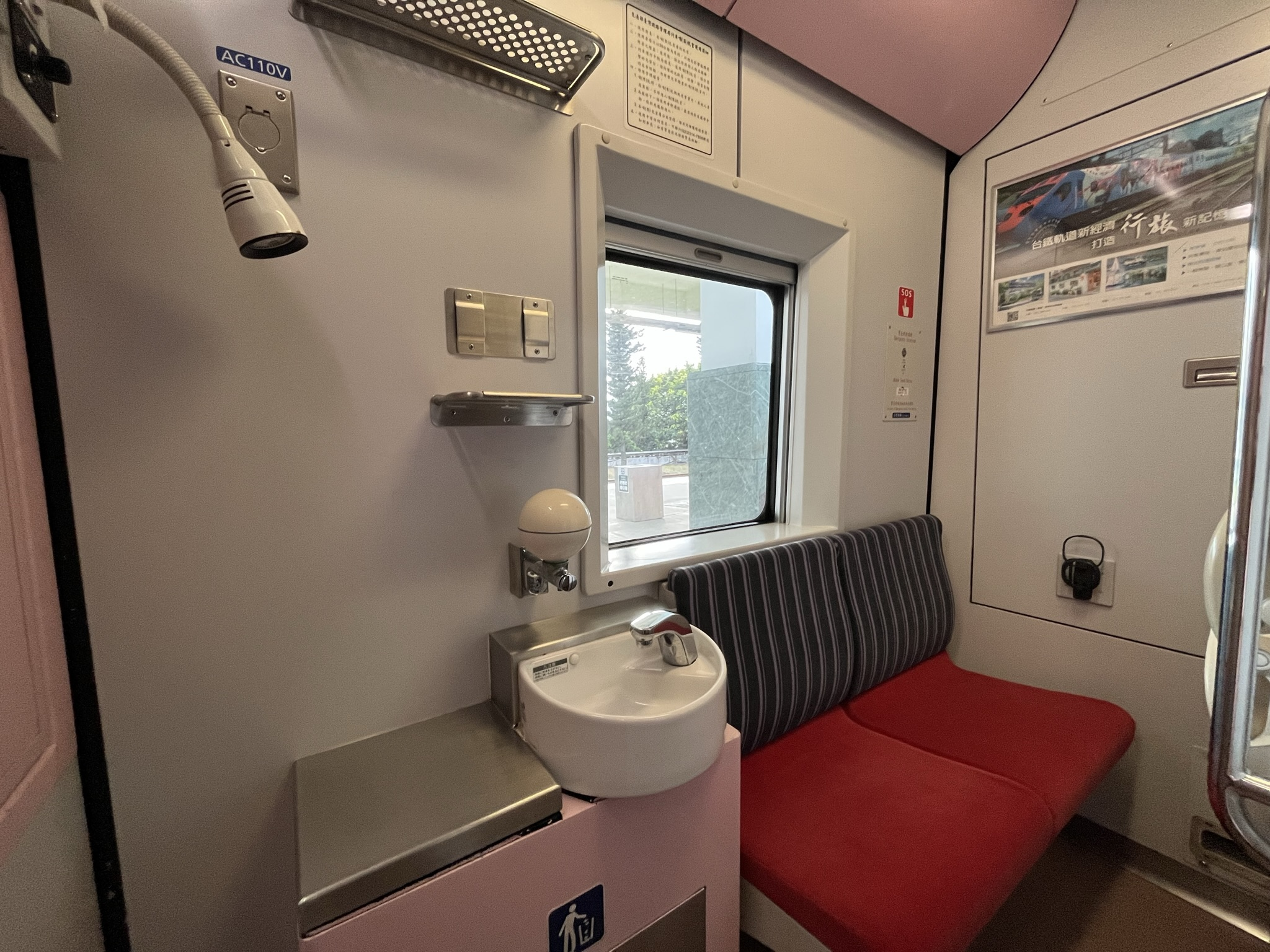
設置於3、6車的育嬰室（哺集乳室）內部實景

### 座椅設計
為了讓乘坐品質大幅提升並且響應多數旅客需求，車內座椅將由易滑、乘坐久易感不適的TEMU1000型電聯車的人造皮椅改回現行對號列車的絨布椅，由佳豐機械設計工業製作，並設置簡易型腳踏墊及扶手，採用紅色系與藍色條紋設計，並且在座位上附有頭枕，而座位的小桌改在對向座椅的後側，並將列車的服務資訊印在小桌的背面上，以便旅客找尋車內各設備:51。第4、5車其中16個座位改為4人對坐式，並於座位間設置固定型餐桌:52。

一般座位
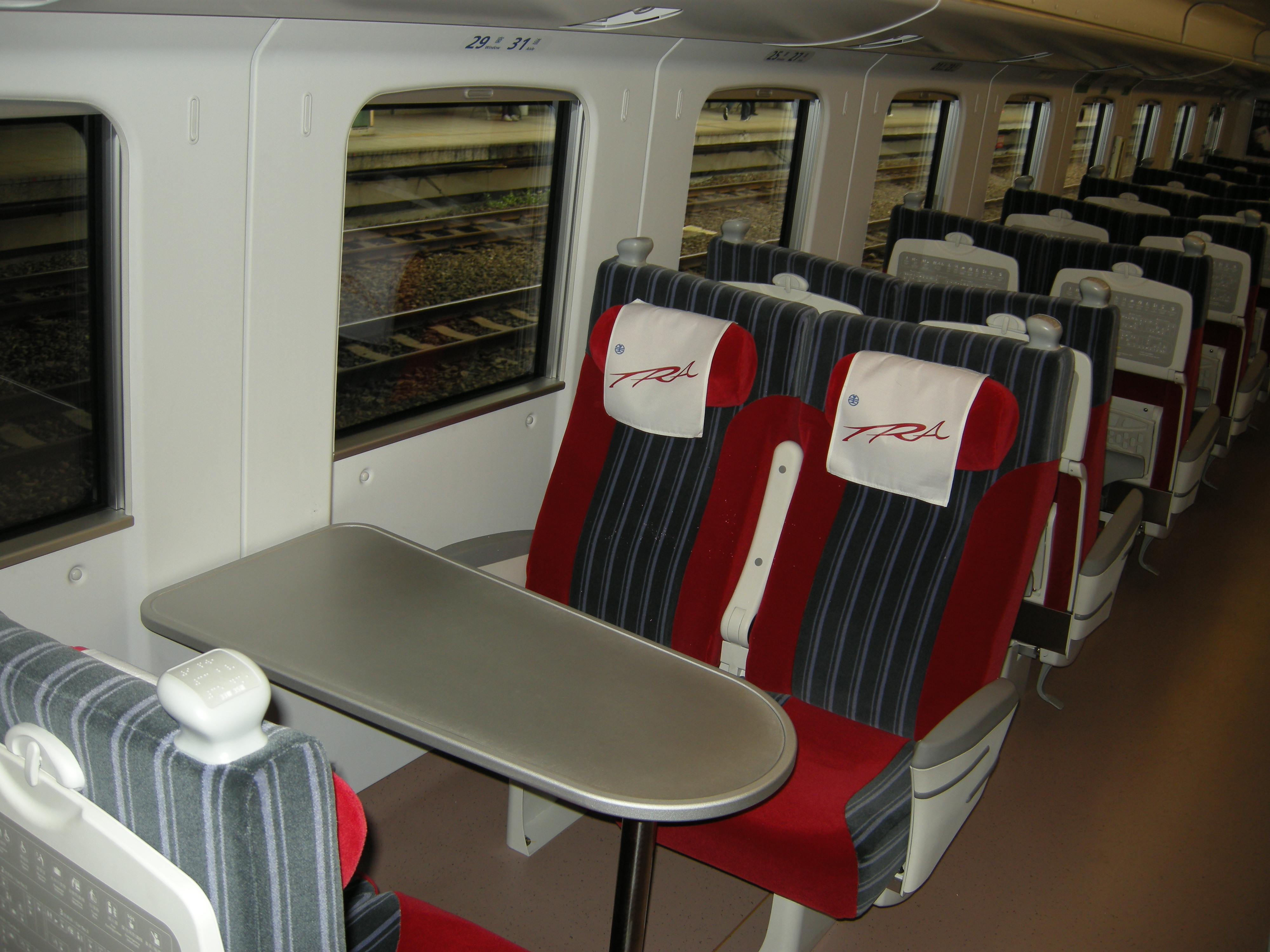
四人座桌型座位
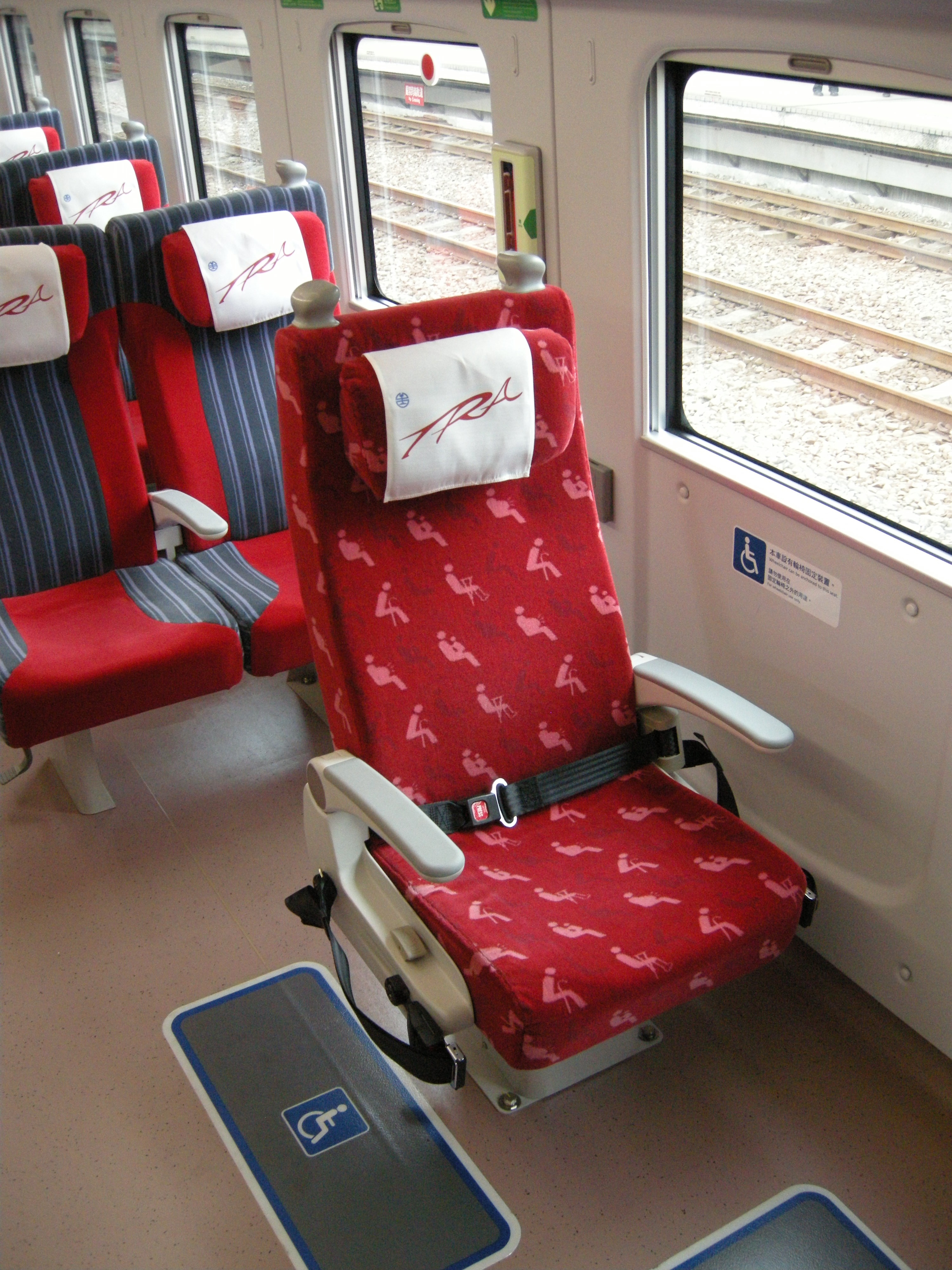
無障礙座位

### 列車資訊顯示器與廣播系統
為了能夠提醒旅客到站及顯示各項資訊，本型車於車端通道門上方設置車內到站液晶顯示器（Station indicator，縮寫：SI），而這個設計是受到東日本旅客鐵道（JR東日本）在E231系、E233系等列車所搭載資訊顯示器（通稱為列車頻道，Train Channel）的影響，繼EMU600型電聯車改造之後TEMU2000型是台鐵第二款使用相同概念設計的列車，可顯示列車沿途停靠站、列車到站提示、列車到站開門方向提示、旅客轉乘資訊與台灣各主要城市天氣概況等資訊，也可播放短片甚至列車前端展望影片；此外為了方便外國旅客，所有的列車資訊顯示器均有英語版本，並且與中文一同顯示:51:121。至於列車的廣播採用自動廣播系統，以語音播放國語、閩南語、客家語、英語，在東部幹線區間也會使用阿美族語播報到站資訊等:53。

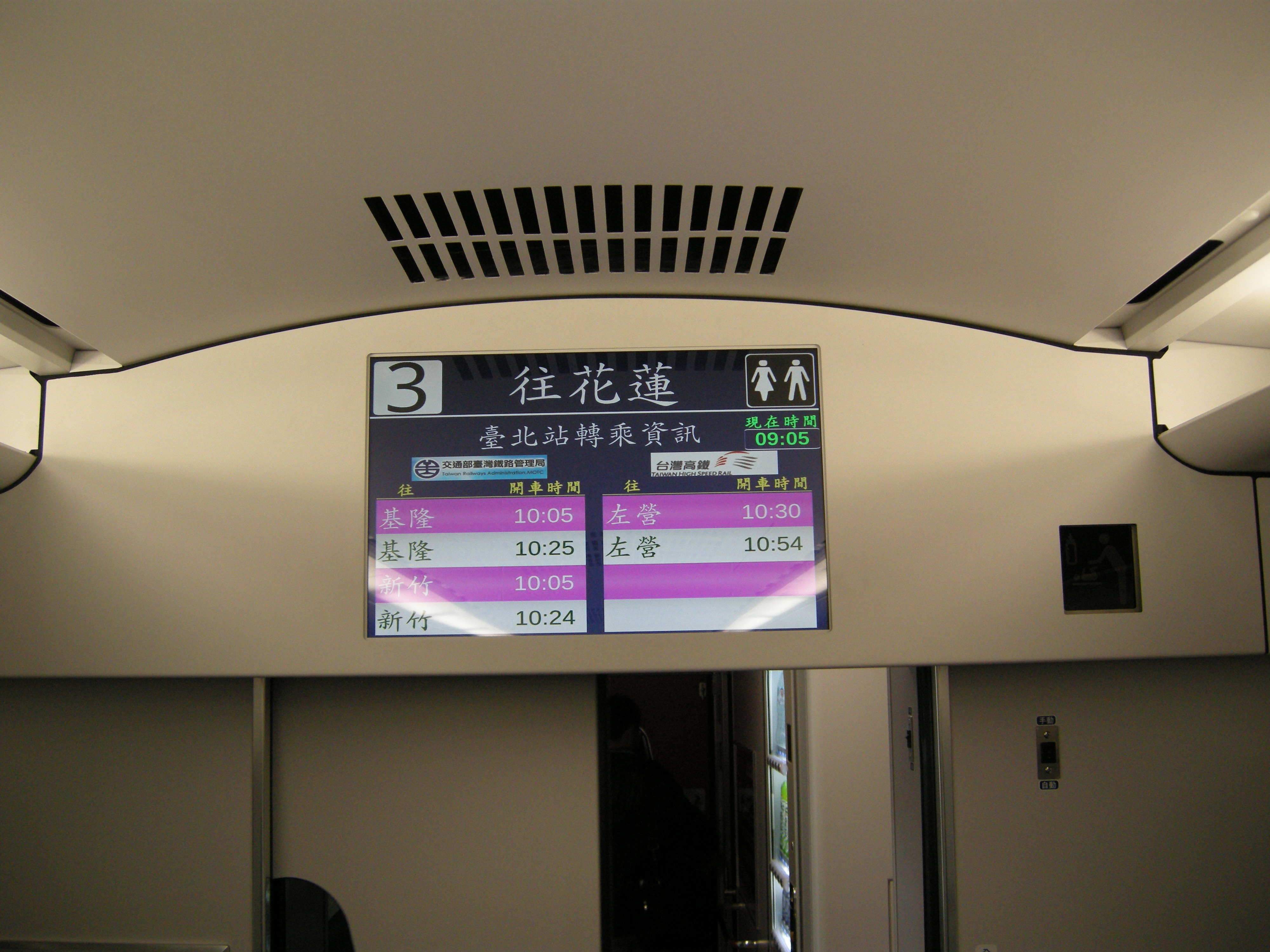
列車資訊顯示器
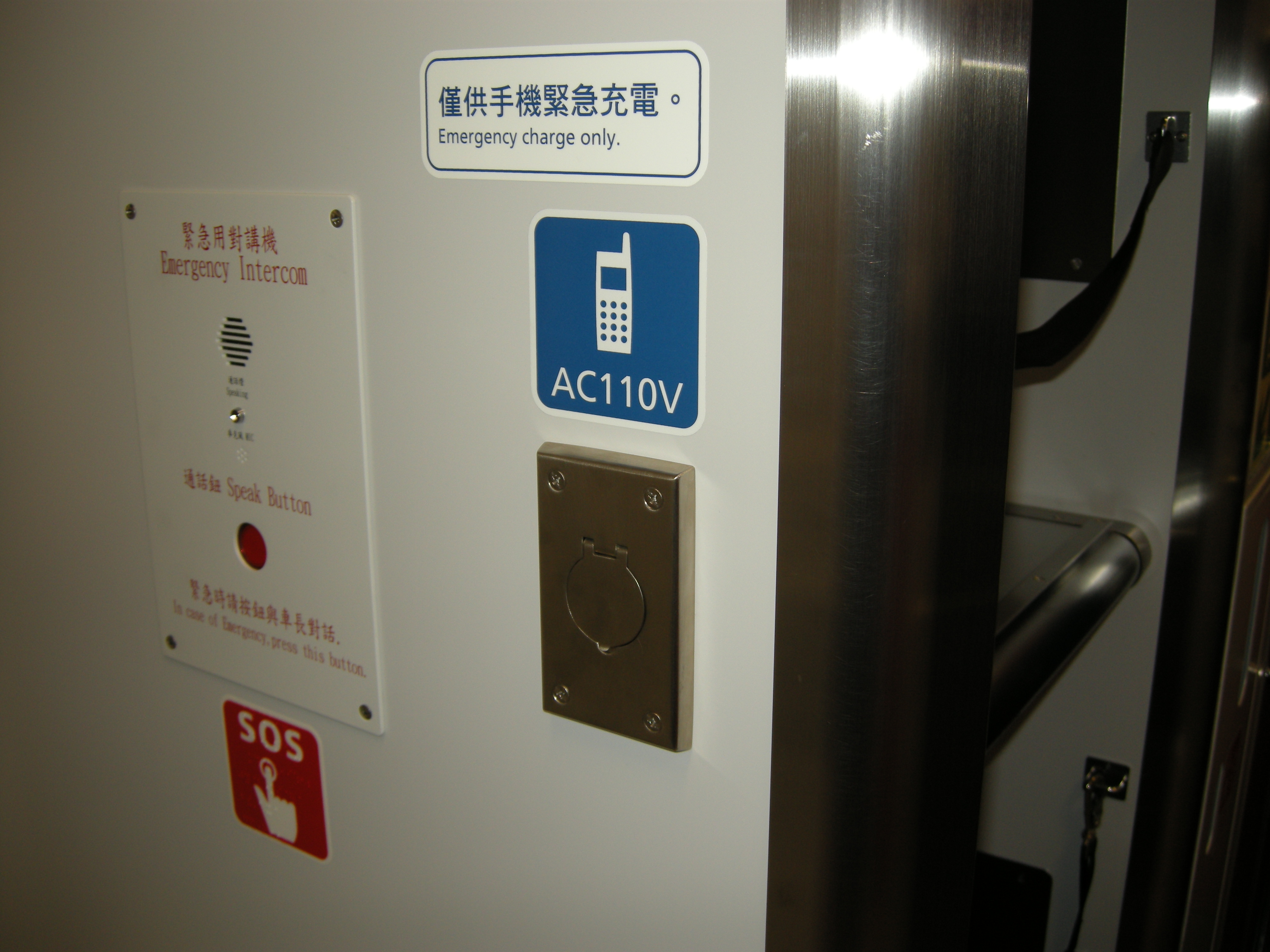
緊急用對講機與插座

## 形式說明與編組方式

### 編組體系
TEMU2000型的編組繼承了TEMU1000型的編組方式，以兩組八輛列車為一個完整的列車編組，列車的動拖比為4M4T。同樣為了避免干擾到列車自動保護系統的運作，配置方式依舊為駕駛拖車TED2000型、馬達車TEMA2000型、電源動力車TEP2000型以及馬達車TEMB2000型的編組方式。其中為了區分馬達車的形式，加上其車廂設備略有不同，首次將TEM後方增加A、B作區隔，但仍未能使編組車號一致，此編法後於EMU800實現。此外TEMU2000型座位數一共有372個座位，此車種所開行的普悠瑪自強號也採取不開放無座搭乘之全車對號座，故同時載運上限為372名乘客。
TED2000型
駕駛拖車，設有車長室以及車廂頭端設置無障礙設施以及自行車架。
TEMA、B2000型
馬達車，為了區分馬達車的形式，加上其車廂設備略有不同，故在TEM後方增加A、B作區隔，其車底均設有主控制裝置、整流器以及靜態式變流器。
TEP2000型
電源動力車，集電弓設置在車頂，並設有主變壓器以及真空斷路器，客室設備設有育嬰室以及自動販賣機。
|          | TEMU2000 ←（逆行）樹林、台北、七堵方向宜蘭、花蓮、台東（順行）方向→ |                 |               |                 |                 |               |                 |                |
| 車廂編號 | 1                                                                   | 2               | 3             | 4               | 5               | 6             | 7               | 8              |
| 集電弓   |                                                                     |                 | ＞            |                 |                 | ＜            |                 |                |
| 形式     | 40TED2000 (Tc)                                                      | 40TEMA2000 (M1) | 45TEP2000 (T) | 40TEMB2000 (M2) | 40TEMB2000 (M2) | 45TEP2000 (T) | 40TEMA2000 (M1) | 40TED2000 (Tc) |
| 其他設備 | ,                                                                   | [蹲],           | [坐],         | [蹲],Gr         | [蹲],Gr         | [坐],         | [蹲]            | ,              |
| 安裝機器 | CP                                                                  | VVVF,Rc,SIV     | CP,Mtr,VCB    | VVVF,Rc,SIV     | VVVF,Rc,SIV     | CP,Mtr,VCB    | VVVF,Rc,SIV     | CP             |
| 載客量   | 34人                                                                | 52人            | 48人          | 52人            | 52人            | 48人          | 52人            | 34人           |

範例
- VVVF：主控制裝置（牽引整流器（C/I）；VVVF變頻器）
- Rc：整流器
- Mtr：主變壓器
- VCB：真空斷路器
- SIV：靜態式變流器
- CP：空氣壓縮機（主風泵）
- ：駕駛室,車長座位及乘務員室
- [坐]：坐式廁所設有尿布更換台、[蹲]：蹲式廁所設有尿布更換台
- ：育嬰室
- ：自動販賣機
- ：無障礙設施（輪椅停放區及多功能廁所）
- Gr：四人座桌型座位
- ：自行車置車架

參考資料：

## 特殊塗裝
台鐵於TEMU2000型推出以下的彩繪列車，分別如下：
- 2014年蕭青陽台東故事島彩繪
  - 行駛日期：2014年6月29日～2017年1月5日
  - 編組：TED2019+2020
  - 此彩繪列車曾擔任西部普悠瑪首航定期運行班次111次、136次（松山－潮州）[N 58]。
- 2017年台鐵130週年紀念彩繪
  - 行駛日期：2017年5月26日～2018年5月21日
  - 編組：TED2005+2006[N 59]。
- 2017年交通部觀光局台灣自行車節喔熊騎喚彩繪
  - 行駛日期：2017年9月8日～2018年3月7日
  - 編組：TED2037+2038
  - 此彩繪列車並曾擔任5105次、5120次（南港－潮州）[N 60]。
- 2018年洄瀾之心彩繪
  - 行駛日期：2018年6月30日～2019年7月7日
  - 編組：TED2035+2036
  - 此彩繪列車曾固定擔任5932次、5931次（樹林－花蓮）[N 61]。
- 2021年客家委員會彩繪列車
  - 行駛日期：2021年3月31日~2021年7月5日
  - 編組：TED2019+2020
  - 以行銷六堆客家文化為主題

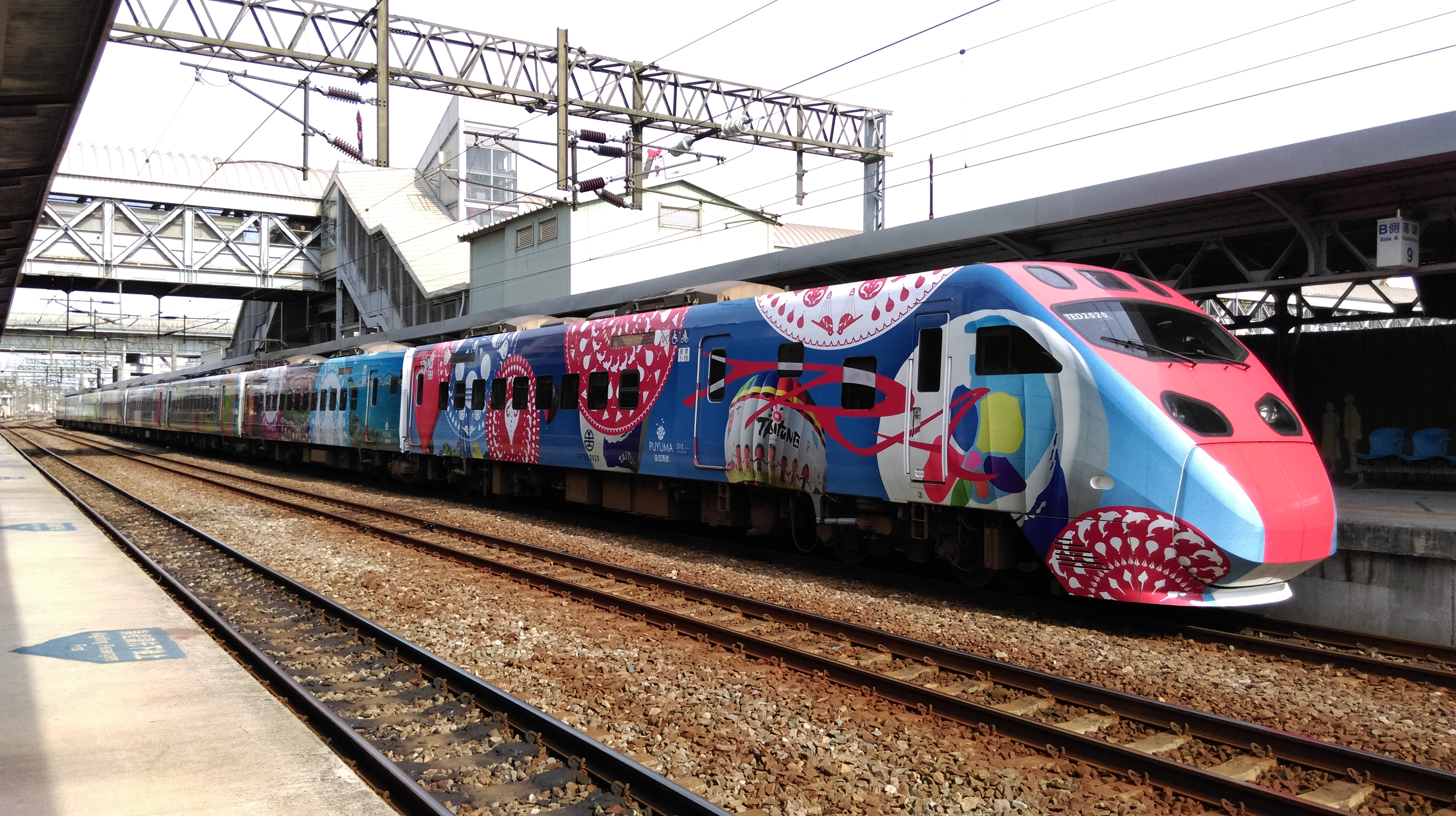
停靠在高雄車站的蕭青陽-台東故事島彩繪普悠瑪號
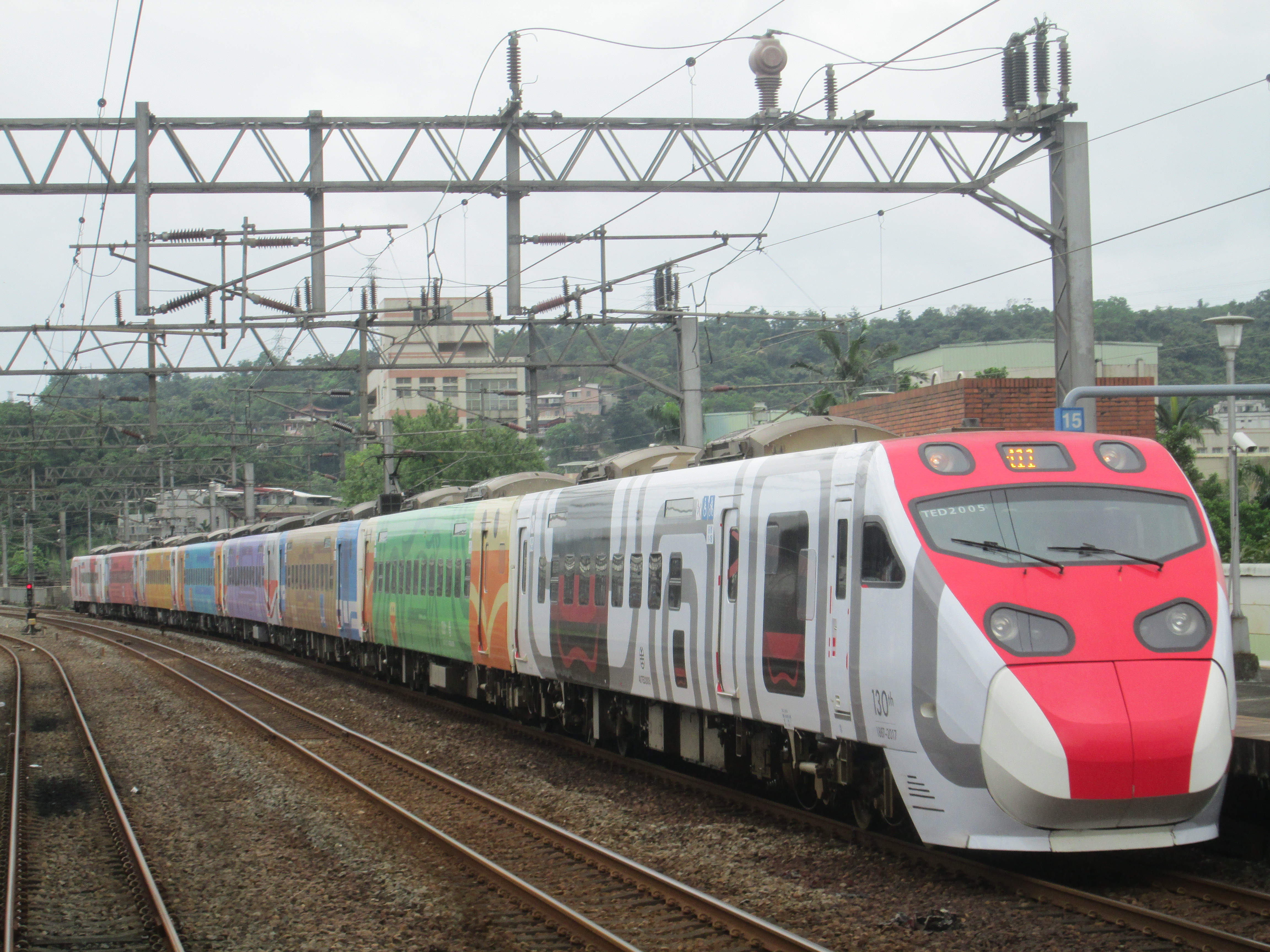
台鐵130週年紀念彩繪車
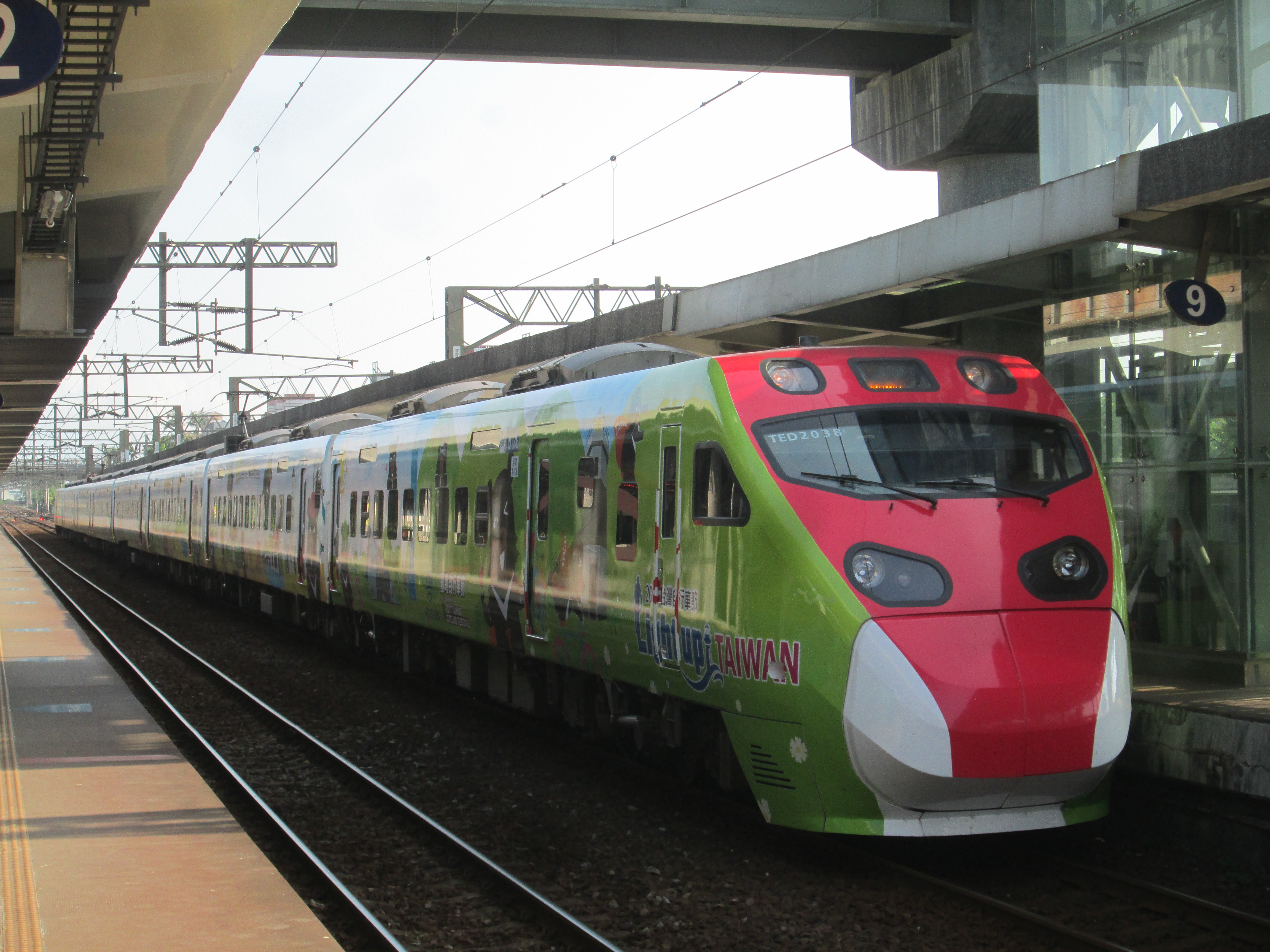
喔熊騎喚彩繪車
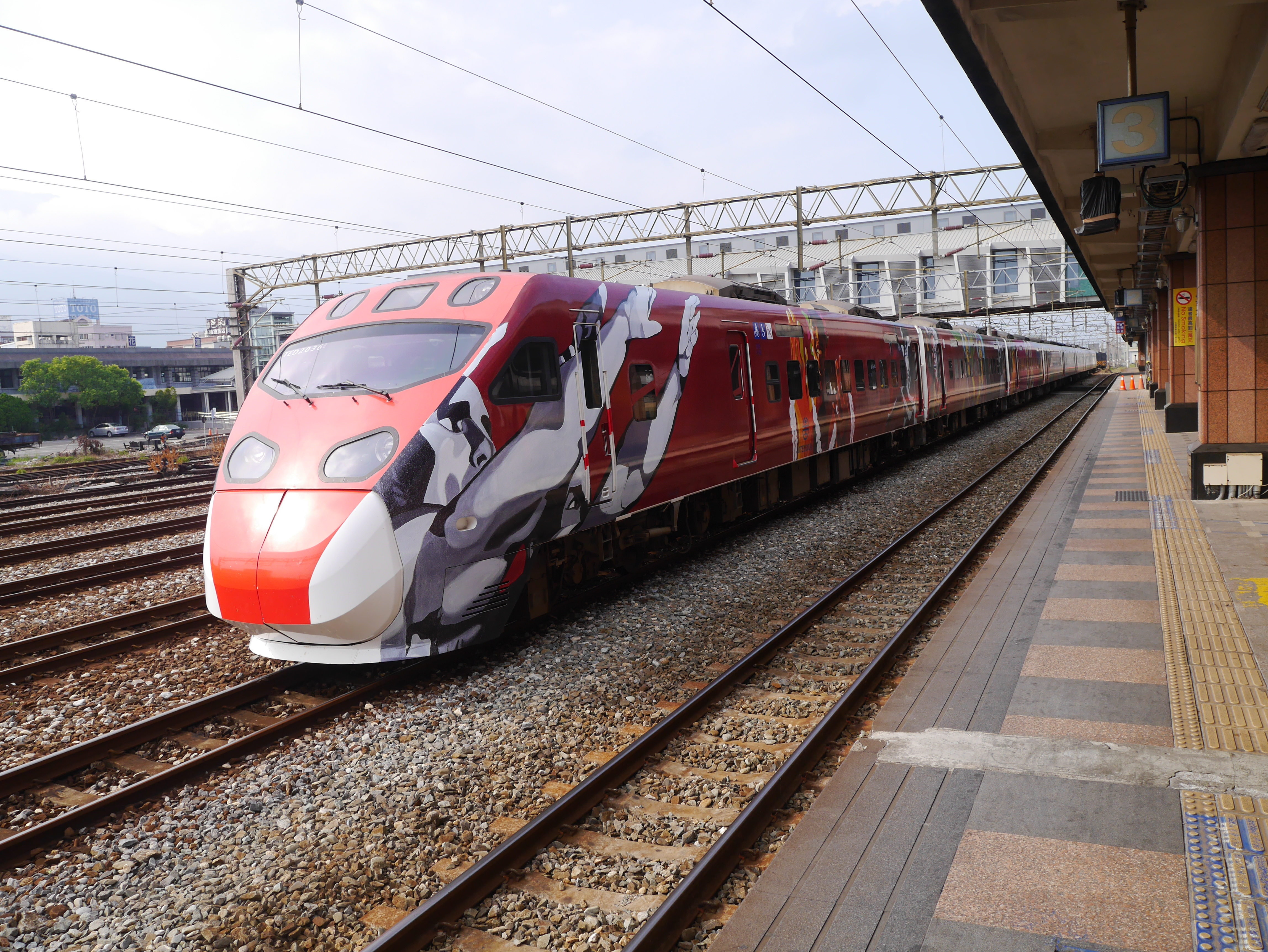
停靠在花蓮車站的洄瀾之心普悠瑪號

## 行車事故
自從TEMU2000型營運以來已有多次發生與列車相關的事故，首次的列車事故是2013年10月30日，237次普悠瑪列車（編組TED2003+TED2004）由花蓮開往樹林，行經北迴線和仁路段時，第3車TEP2003電源車的集電弓因為受異物撞擊，導致集電弓受損及碳刷破碎漏氣，使得該列車保護裝置啟動並自動降弓，造成列車斷電卡在和仁車站。造成當日237次後續往樹林之區間停駛，該編組隨後回送至樹林調車場進行檢修。除此之外，闖越平交道或是人為因素以及動物侵入軌道也是造成列車事故的主因。

### 6432次普悠瑪翻覆事故
2018年10月21日，樹林開往台東6432車次（編組樹林端TED2007+2008台東端）於下午4:50分左右行經宜蘭線新馬站彎道出軌，8節車廂全部出軌，其中第3、5、7、8節車廂翻覆，新馬站東正線與側線鐵軌嚴重斷裂變形並穿入車體，共造成18人死亡、215人輕重傷，事故原因仍待調查。事故後該編組因部分車廂受損過於嚴重難以修復，將於完成調查作業後報廢除籍，也是第一組因事故而整組報廢的傾斜式列車。受此事故影響，台鐵正評估取消普悠瑪號傾斜功能，預估增加東部幹線行車時間10―20分鐘。

### 列車玻璃嚴重霧化
2019年8月一列TEMU2000型（TED2031）的擋風玻璃出現嚴重起霧現象，影響到行車安全，因此台鐵陸續將列車擋風玻璃進行更換。

## 設計缺失
台鐵在2018年宜蘭普悠瑪列車出軌事故發生後，日本車輛製造坦承台鐵所屬19列TEMU2000型電聯車，在檢查最初的設計圖之後發現設計疏失，並沒有繪製「遠端監視系統」必要的配線，導致駕駛員關閉安全裝置（ATP）的訊息不會自動回傳給行控中心。由於車輛製造後無法在日本進行動作確認，所以沒有發現這項疏失。

## 備註
1. ↑  現役18列36組144輛，第四編組（TED2007+2008）因新馬事故待報廢除籍[N 1]。
2. ↑  第二批2列4組16輛的第三、四編組分別於2013年4月15、18日由日本車輛製造豐川製造所出廠，以甲種運送方式運抵名古屋港大江碼頭裝船，由HIMALA（IMO：9543964，MMS：548849000）裝運，於2013年4月22日出名古屋港，接著在2013年4月26日運抵基隆港，經吊掛下船及重新編組後，第三編組以柴電機車R123、第四編組以柴電機車R130，分別牽引至七堵機務段進行整備及靜態測試，在歷經3個月的動態運轉測試後，在2013年7月初相繼取得營運許可，其中第四編組於7月12日正式上線營運[T 3]，第三編組亦已於7月21日正式上線營運。
3. ↑  第三批1列2組8輛的第五編組於2013年5月23日由日本車輛製造豐川製造所出廠，以甲種運送方式運抵名古屋港大江碼頭裝船，由CLIVIA（IMO：9511375，MMSI：370383000）裝運，於2013年5月27日出名古屋港，接著在2013年5月31日運抵基隆港，經吊掛下船及重新編組後，以柴電機車R123牽引至七堵機務段進行整備及靜態測試，在歷經2個多月的動態運轉測試後，已在同年8月初取得營運許可，於8月11日上線營運。[T 4]
4. ↑  第四批2列4組16輛的第六、七編組分別於2013年6月17、20日由日本車輛製造豐川製造所出廠，以甲種運送方式運抵名古屋港大江碼頭裝船，由MEGAH ENAM（IMO：9543275，MMSI：477621400）裝運，於2013年6月24日出名古屋港，接著在2013年6月29日運抵基隆港，經吊掛下船及重新編組後，第六編組以柴電機車R129、第七編組以柴電機車R123，分別牽引至七堵機務段進行整備及靜態測試，在歷經3個多月的動態運轉測試後，已在同年9月初取得營運許可，其中第七編組已於9月16日正式上線營運，第六編組亦已於9月25日正式上線營運[T 5]。
5. ↑  第五批2列4組16輛的第八、九編組分別於2013年7月22、25日由日本車輛製造豐川製造所出廠，以甲種運送方式運抵名古屋港大江碼頭裝船，由ENGKANTO（IMO：9567336，MMSI：548837000）裝運，於2013年8月3日出名古屋港，接著在2013年8月7日運抵基隆港，經吊掛下船及重新編組後，第八編組以柴電機車R151、第九編組以柴電機車R154，分別牽引至七堵機務段進行整備及靜態測試，在歷經3個多月的動態運轉測試後，已在同年11月初取得營運許可，第八、九編組分別於11月9日及10日正式上線營運。[T 6]。
6. ↑  第六批2列4組16輛的第十、十一編組分別於2013年8月19、22日由日本車輛製造豐川製造所出廠，以甲種運送方式運抵名古屋港大江碼頭裝船，由OCEAN TAIGA（IMO：9347140，MMSI：372041000）裝運，於2013年9月21日出名古屋港，接著在2013年9月25日運抵基隆港，經吊掛下船及重新編組後，皆由R152牽引至七堵機務段進行整備及靜態測試，並已開始進行動態運轉測試，在歷經3個多月的動態運轉測試後，已在2014年1月初取得營運許可，第十、第十一編組分別於同年1月2日及3日正式上線營運。[T 7]
7. ↑  第七批2列4組16輛的第十二、十三編組分別於2013年9月17、20日由日本車輛製造豐川製造所出廠，以甲種運送方式運抵名古屋港大江碼頭裝船[O 6][O 7]，由MEGAH ENAM（IMO：9543275，MMSI：477621400）裝運，於2013年11月14日出名古屋港，接著在2013年11月18日運抵基隆港，經吊掛下船及重新編組後，第十二編組以柴電機車R155、第十三編組以柴電機車R152，分別牽引至七堵機務段進行整備及靜態測試，並已開始進行動態運轉測試。
8. ↑  第八批2列4組16輛的第十四、十五編組分別於2013年11月19、22日由日本車輛製造豐川製造所出廠，以甲種運送方式運抵名古屋港大江碼頭裝船，由MEGAH DELAPAN（IMO：9542879，MMSI：477639100）裝運，於2013年12月14日出名古屋港，接著在2013年12月18日運抵基隆港，經吊掛下船及重新編組後，第十四編組以柴電機車R154、第十五編組以柴電機車R151，分別牽引至七堵機務段進行整備及靜態測試，並已開始進行動態運轉測試。[T 8]
9. ↑  第九批2列4組16輛的第十六、十七編組分別於2013年12月16、19日由日本車輛製造豐川製造所出廠，以甲種運送方式運抵名古屋港大江碼頭裝船，由ANGGREK（IMO：9347126，MMSI：371960000）裝運，於2013年12月25日出名古屋港，接著在2013年12月29日晚上運抵基隆港，並於隔日(2013年12月30日)吊掛下船及重新編組後，第十六編組以柴電機車R40、第十七編組以柴電機車R21，分別牽引至七堵機務段進行整備及靜態測試[B 7]:54－61[T 9]
10. ↑  2015年12月14、15日增購的4組車正式從日本車輛製造豐川製造所出廠，以甲種運送方式運抵名古屋港大江碼頭裝船，12月24、25日運抵台中港，隨後以甲種運送方式迴送至彰化機務段進行整備[N 29]。
11. ↑  歐洲鐵路交通管理系統（英文：European Rail Traffic Management System，縮寫：ERTMS）是歐洲鐵路的保安裝置，其中包含了歐洲列車控制系統（ETCS）。
12. ↑  牽引變流器（Converter & Inverter；簡稱C/I）是台鐵內部將主控制裝置與整流器（Rc）兩者統稱，依照車輛引進年代不同，內部搭載斬波器或者是VVVF元件，而為了分辨兩者元件的不同而採用分別標記[T 14]。
13. ↑  2014年8月12日，211次普悠瑪自強號列車由花蓮開往樹林，行經宜蘭線四腳亭＝瑞芳路段時，撞上外包商放在鐵道旁的隔音牆預鑄塊，司機員緊急停車並下車檢查後，發現1車（TED2027）車頭連結器罩、主排障器與控制箱受損，第7車（TEMA2055）一扇車窗玻璃破裂，1到7車車身亦有多處擦撞痕跡，此事故也造成211次與後續班車出現誤點情況。由於列車尚能正常行駛，故繼續開往終點站樹林，並隨即送至樹林調車場進行檢修。[N 63]
14. ↑  2014年11月4日，402次普悠瑪號列車由樹林開往台東，行經台東線志學到壽豐路段時，過了荖溪鐵橋後撞上牛群，有四隻當場被撞死，其中兩隻是懷孕的母牛，共六條生命斷魂。造成第三編組車頭（TED2006）連結器罩及電源動力車（TEP2006）輕微受損。這也是花東電氣化首例撞牛意外。[N 64]
15. ↑  2014年12月21日，225次普悠瑪號列車由花蓮開往樹林，行經北迴線和仁到和平間撞上一頭牛，牛隻當場被撞死，普悠瑪連結器罩（TED2025）輕微受損，也是花東電氣化第二例撞牛意外。[N 65]
16. ↑  2017年7月24日晚間，一列台東開往樹林的445次普悠瑪號在南平站因行李爆炸而緊急停車，該編組續行至花蓮站，旅客則轉乘其他編組[N 66]。
17. ↑  2017年10月24日，由台東開往樹林的431次普悠瑪號（編組TEMU2019+2020），行經臺東線三民車站準備交會列車時，2—6車發生出軌事故[N 67][N 68]。

## 外部連結
- （繁體中文）台灣鐵路管理局 （页面存档备份，存于）
- （日語）日本車輛台鐵TEMU2000型電聯車簡介 （页面存档备份，存于）